# Блакитно-біла кераміка

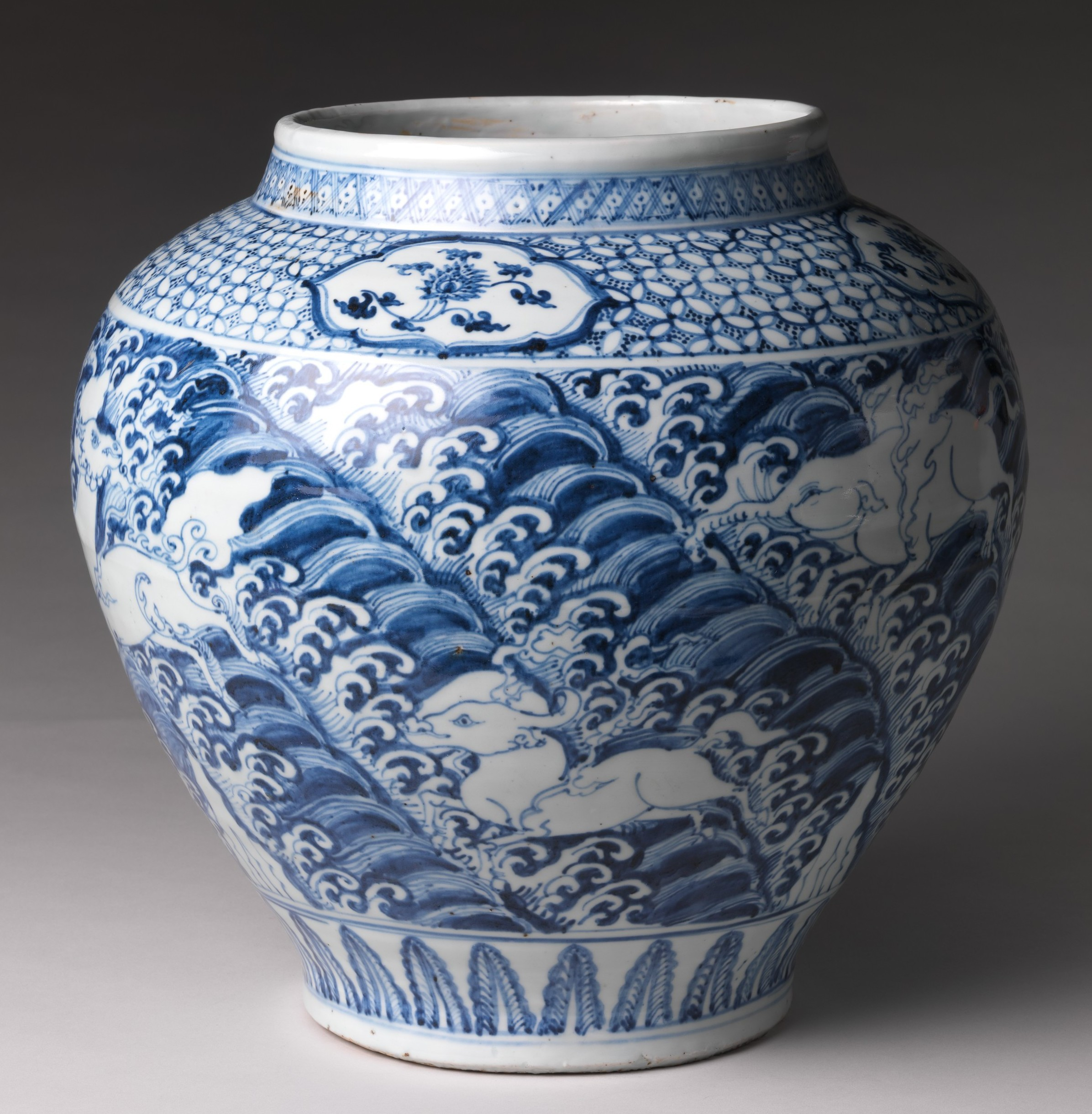
Китайська ваза. Блакитно-біла кераміка, династія Мін, середина XV століття

Блакитно-біла кераміка (кит.: 青花; піньїнь: qīng-huā, дослівно — «Блакитні квіти/візерунки») — спільна назва широкого асортименту білої кераміки та порцеляни, прикрашеної під поливою блакитним пігментом, як правило — оксидом кобальту. Декор зазвичай наноситься вручну, історично пензлем, а в сучасних виробництвах — трафаретом або трансферним друком, хоча використовуються й інші методи нанесення. Кобальтовий пігмент є одним із небагатьох, які можуть витримувати найвищі температури випалювання, необхідні, зокрема для порцеляни, що частково пояснює його тривалу популярність. Історично склалося так, що багато інших кольорів не витримували температури випалювання, тож їх застосовували для розпису вже випалених виробів, які потім піддавали другому випалюванню при нижчій температурі, щоб закріпити цей розпис.

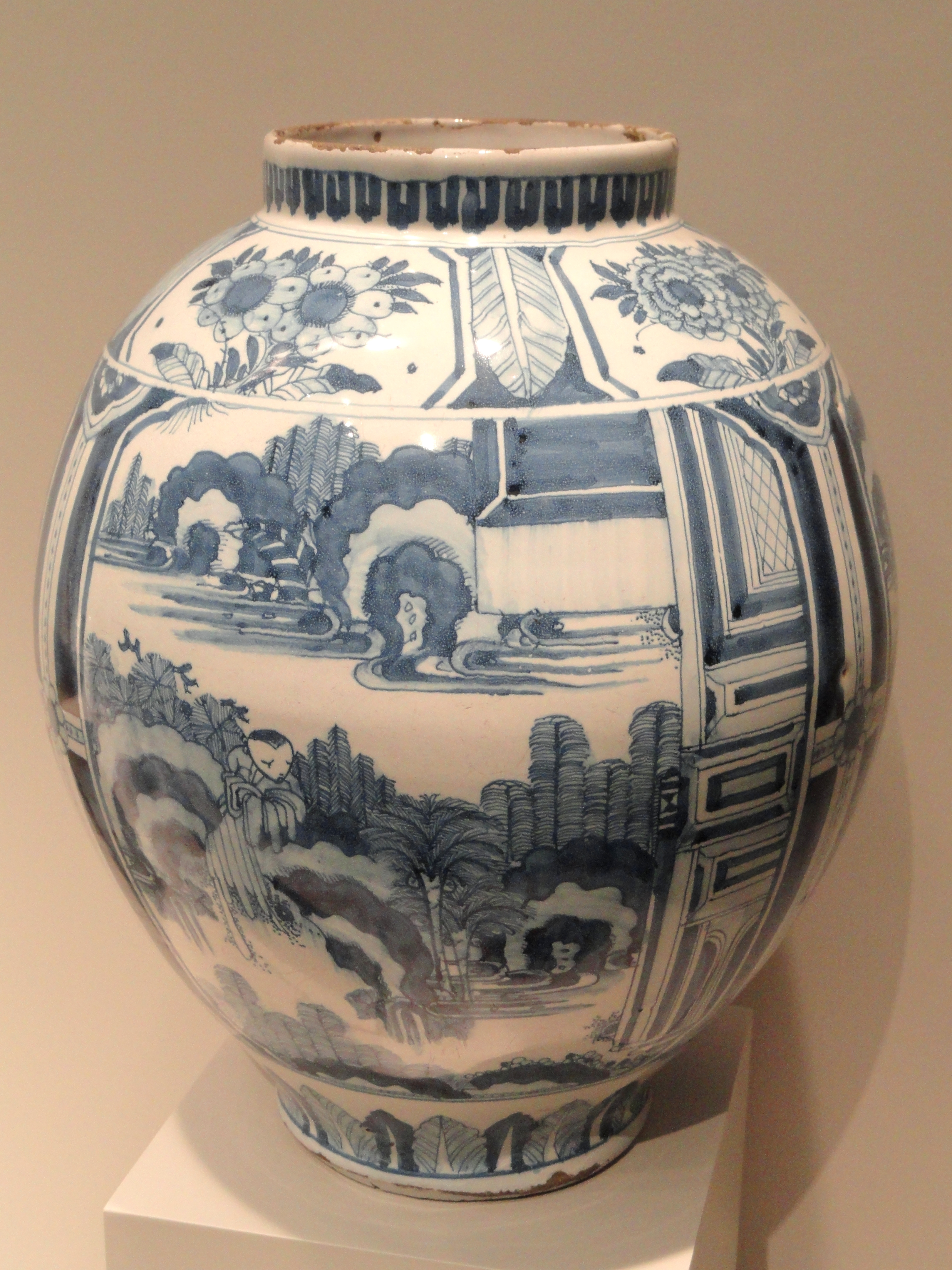
Голландська делфтська ваза в японському стилі, ~1680 рік

Вважається, що блакитна глазур походить з Іраку, де майстри з Басри намагалися імітувати імпортований білий китайський керамічний посуд із власною білою керамікою з олов'яною поливою та додаванням декоративних мотивів у блакитній поливі. Такі предмети епохи Аббасидів, датовані IX століттям нашої ери, через десятиліття після відкриття прямого морського шляху з Межиріччя до Китаю були знайдені в сучасному Іраку.
У Китаї був удосконалений і найчастіше використовувався стиль декорування, заснований на звивистих рослинних формах, що розповзаються по об'єкту. Блакитно-біле оздоблення вперше стало широко використовуватися в китайській порцеляні в XIV столітті, після того як кобальтовий пігмент для синього кольору почав імпортуватися в Китай з Персії. Він широко експортувався та надихнув численні імітаційні вироби, спочатку в ісламській кераміці та у Японії, а пізніше — в Європі у вигляді керамічного посуду із олов'яною поливою, такого як Делфтська порцеляна, а після відкриття в Європі у XVIII столітті техніки виробництва справжньої порцеляни  — на європейську порцеляну. Блакитно-біла кераміка в усіх цих традиціях продовжує вироблятися, більшість із них копіює попередні стилі.

## Історія виникнення

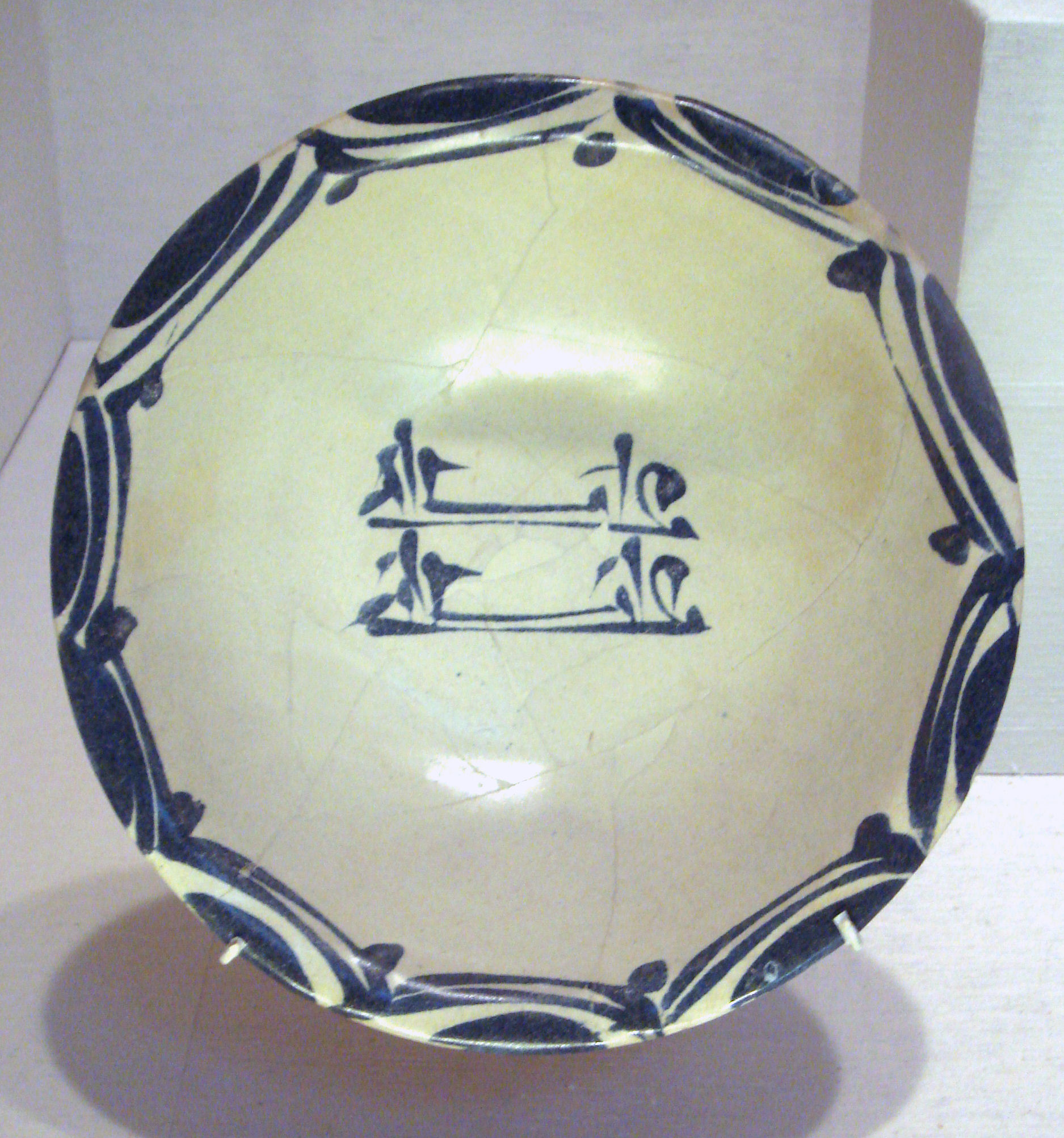
Ісламський глиняний посуд, глазурований оловом, з синьо-білим декором, Ірак, 9 століття. Арабська каліграфія — гібта, тобто «щастя».

Блакитна полива вперше була розроблена стародавніми жителями Месопотамії для імітації лазуриту, який був дуже цінним каменем. Пізніше кобальтово-блакитна глазур стала популярною в ісламській кераміці під час халіфату Аббасидів, під час якого кобальт видобували поблизу Кашану, Оману та Північного Хіджазу.
З XVI століття в Китаї почали розробляти місцеві джерела блакитного кобальту, хоча найдорожчим залишався перський кобальт.

### Блакитно-біла кераміка часів династій Тан і Сун

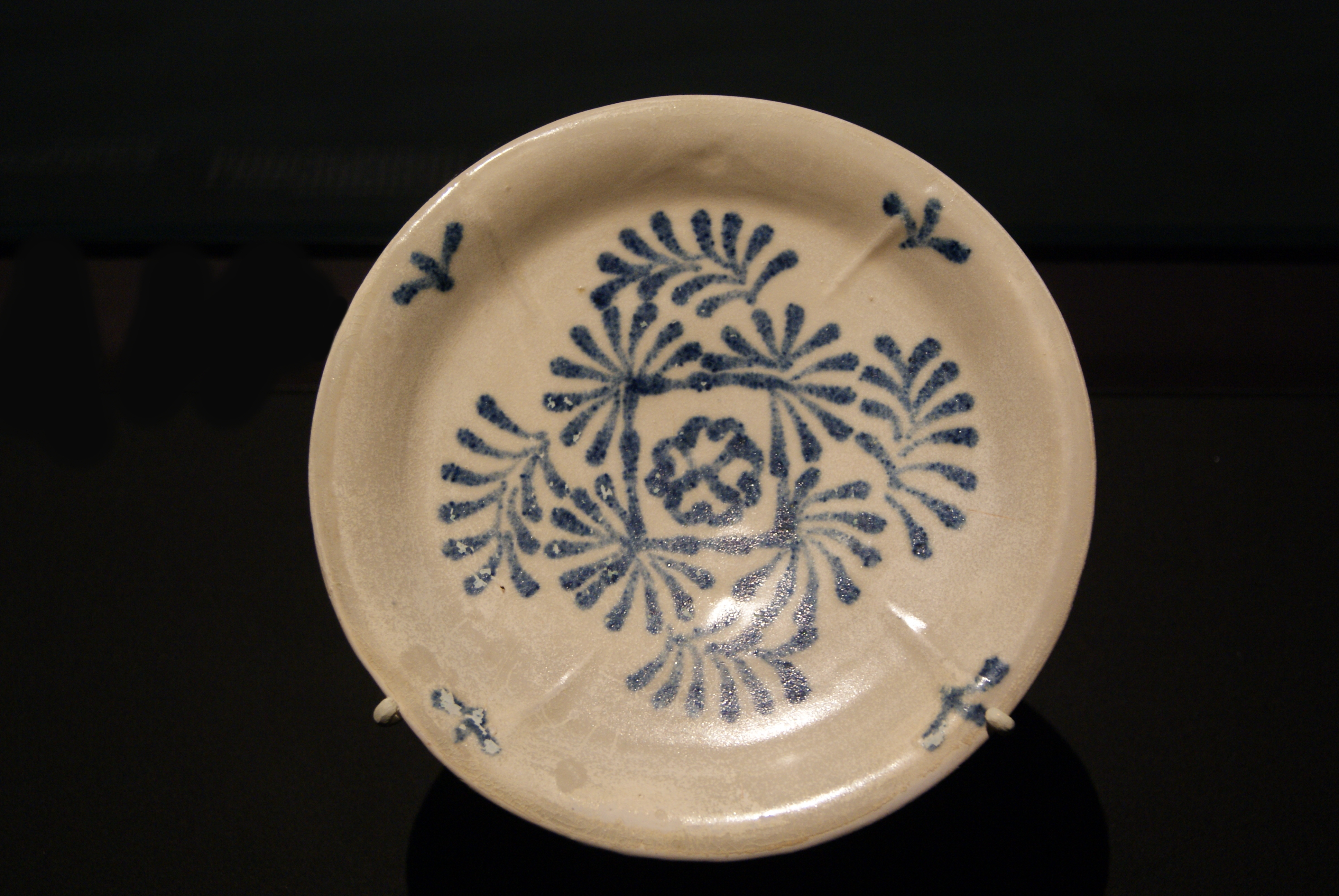
Блакитно-біла керамічна тарілка з квітковим мотивом (кобальтово-блакитний пігмент на білому полі), виготовлена в печах у Гонсяні, Хенань. Знайдена на затонулому Белітунзькому кораблі, датована бл. 825—850, династія Тан.

Перші китайські блакитно-білі вироби були виготовлені ще в VII столітті в провінції Хенань, Китай, за часів династії Тан, хоча досьогодні були виявлені лише уламки цих виробів. Блакитно-біла кераміка період Тан зустрічається значно рідше, ніж аналогічна кераміка династії Сун, і була невідома до 1985 року. Проте вироби Тан — це не порцеляна, а фаянсовий посуд із зеленувато-білим покриттям із використанням синіх кобальтових пігментів. Єдині в світі три непошкоджених зразка блакитно-білої кераміки періоду Тан були знайдені у 1998 році, під час розкопок та порятунку вантажу Белітунзького корабля, що зазнав кораблетрощі в IX столітті на території сучасної Індонезії і в подальшому продані в музейну колекцію в Сінгапурі. Схоже, що відтак ця техніка була забута на кілька століть.
Документальні та археологічні дані свідчать про те, що блакитно-білі вироби, можливо, виготовлялися за часів династії Сун, хоча ідентифікація блакитно-білої кераміки династії Сун залишається предметом розбіжностей серед експертів.

### Датування порцеляни з міста Цзіндечжень

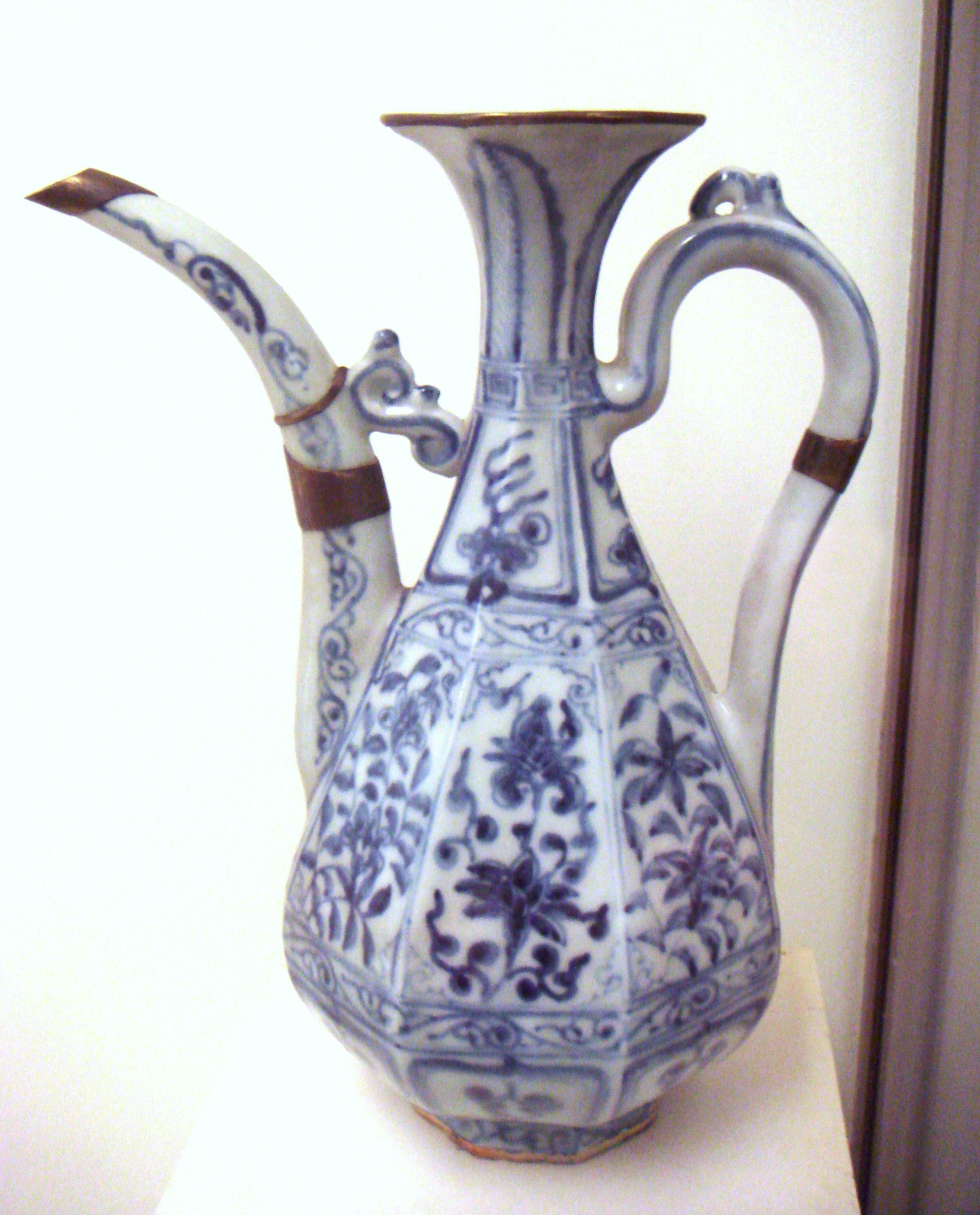
Рання китайська блакитно-біла порцеляна. Цзіндечжень, бл. 1335, династія Юань

На початку XX розробка класичної блакитно-білої порцеляни з міста Цзіндечжень була датована раннім періодом Мін, але зараз домінує думка, що ці вироби почали виготовляти приблизно в 1300—1320 роках за часів династії Юань і до середини XIV століття вони досягли своєї довершеності, прикладом чого є дві керамічні Вази Давида, які датовані 1351 роком і стали ключовими для віднесення подібної блакитно-білої кераміки до часів династії Юань. Є також дослідники, які вважають, що ранні зразки цієї кераміки датовані невірно та фактично відносяться вже до Південної Сун, але більшість учених не погоджуються з цією точкою зору.
Виробництво блакитно-білої кераміки продовжується в Цзіндечжені донині. Блакитно-біла порцеляна, виготовлена в Цзіндечжені, ймовірно, досягла вершини своєї технічної досконалості під час правління імператора Кансі з династії Цін (правління 1661—1722).

## Розвиток блакитно-білої кераміки в Китаї

### XIV століття. Розквіт за часів династії Юань
Справжній вибуховий розвиток китайського блакитно-білої кераміки розпочався в першій половині XIV століття, за часів монгольської династії Юань, коли він поступово замінив багатовікову традицію зазвичай нефарбованої білої південнокитайської порцеляни цинбай, а також північнокитайської кераміки дін з Дінчжоу в провінції Хебей.
На початку XIV століття в Цзіндечжені, який іноді називають порцеляновою столицею Китаю, почалося масове виробництво тонкої, напівпрозорої блакитно-білої порцеляни. Це зростання масового виробництва відбулося завдяки поєднанню китайської техніки та ісламської торгівлі. Нові вироби стали можливими завдяки експорту кобальту з Персії (кит.: 回回青; піньїнь: Huihui qing — «ісламський синій» або «мусульманський синій») у поєднанні з напівпрозорою білою якістю китайської порцеляни, отриманої з каоліну. Кобальт настільки цінувався, що виробники в Цзіндечжені вважали кобальт дорогоцінним товаром, вартість якого приблизно вдвічі дорожча за золото. Мотиви розписів також черпають натхнення з ісламських прикрас.
Велику частину цих блакитно-білих виробів потім відправляли на ринки Південної та Західної Азії через мусульманських торговців, що базувалися в Гуанчжоу. Китайську блакитно-білу порцеляну обпалювали один раз: після того, як сформований з порцелянової маси вироб висушували, його розписували пензликом очищеним блакитним кобальтовим пігментом, розчиненим у воді, після чого покривали прозорою поливою та обпалювали при високій температурі.
Провідним і найкращим центром виробництвом блакитно-білої порцеляни стає Цзіндечжень з провінції Цзянсі. Пізніше, за часів династій Мін та Цин в Цзіндечжень вироблялось до 80 % від загальної кількості китайських порцелянових виробів. Також при династії Юань відбулось створення певних канонічних категорій та форм порцелянових виробів — тарелі, чаши, вази-гуань, бутилі з грушеподібним (у формі тикви-горлянки) тулобом.
На цей час вже існувала значна традиція розписної китайської кераміки, в основному представленої на той час популярною кам'яною керамікою Цичжоу, яка, проте, вважалась надто вульгарною і не використовувалась двором. Вперше за багато століть нова блакитно-біла порцеляна припали до смаку саме монгольським правителям Китаю. Проте з приходом у 1368 році династії Мін, блакитно-білий посуд знову деякий час не вітався при дворі, особливо за часів імператорів Хун'у та Юнле, оскільки був надто чужим за своїм походженням і мотивами та не відповідав китайському смаку того часу. Трактат Гегу Яолунь (格古要論) з часів ранньої Мін вді описував блакитні та різнокольорові керамічні вироби як «надзвичайно вульгарні».

Блакитно-білий посуд також почав з'являтися в Японії, де він був відомий як сомецуке. Різноманітні форми та прикраси зазнали сильного впливу Китаю, але пізніше в Японії розвинулися власні форми та стилі.

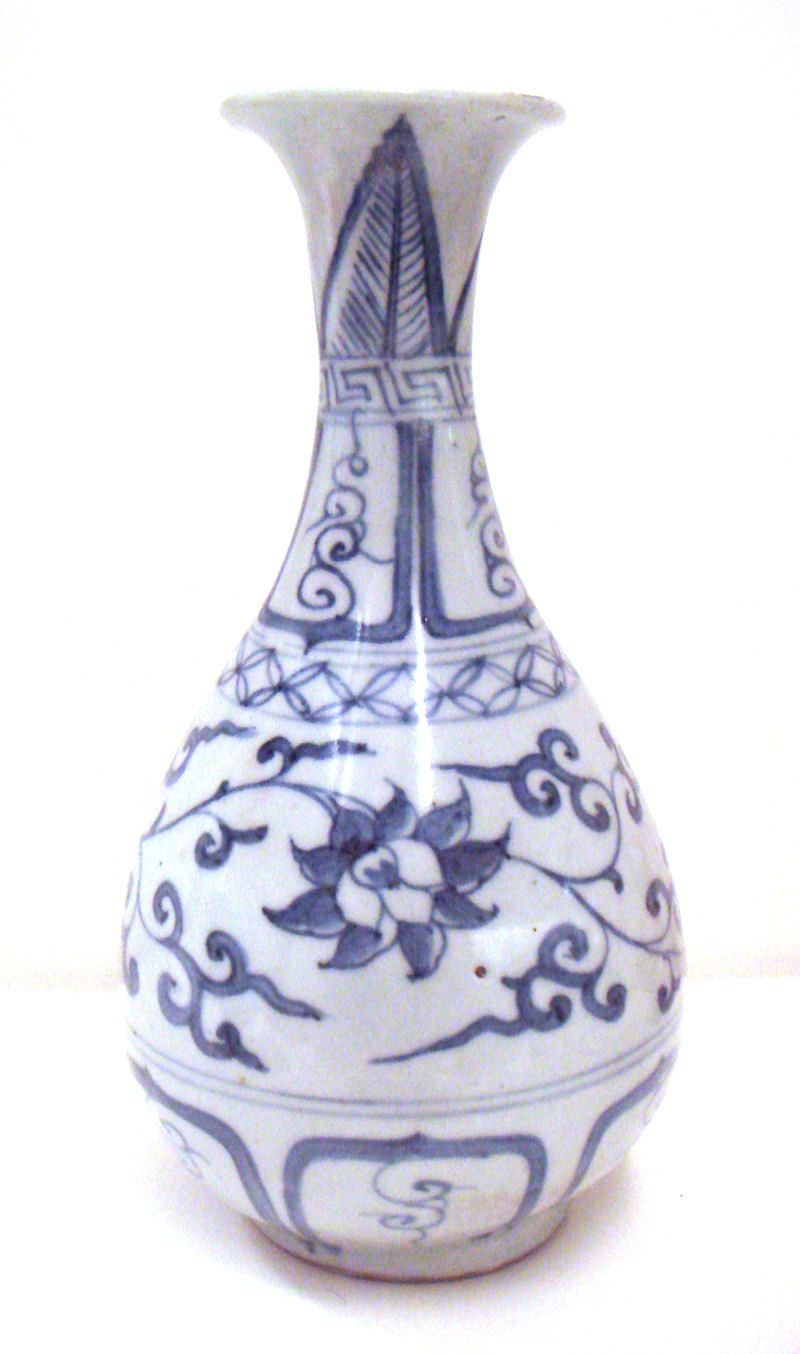
Рання блактно-біла кераміка, перша половина XIV століття, Цзіндечжень.
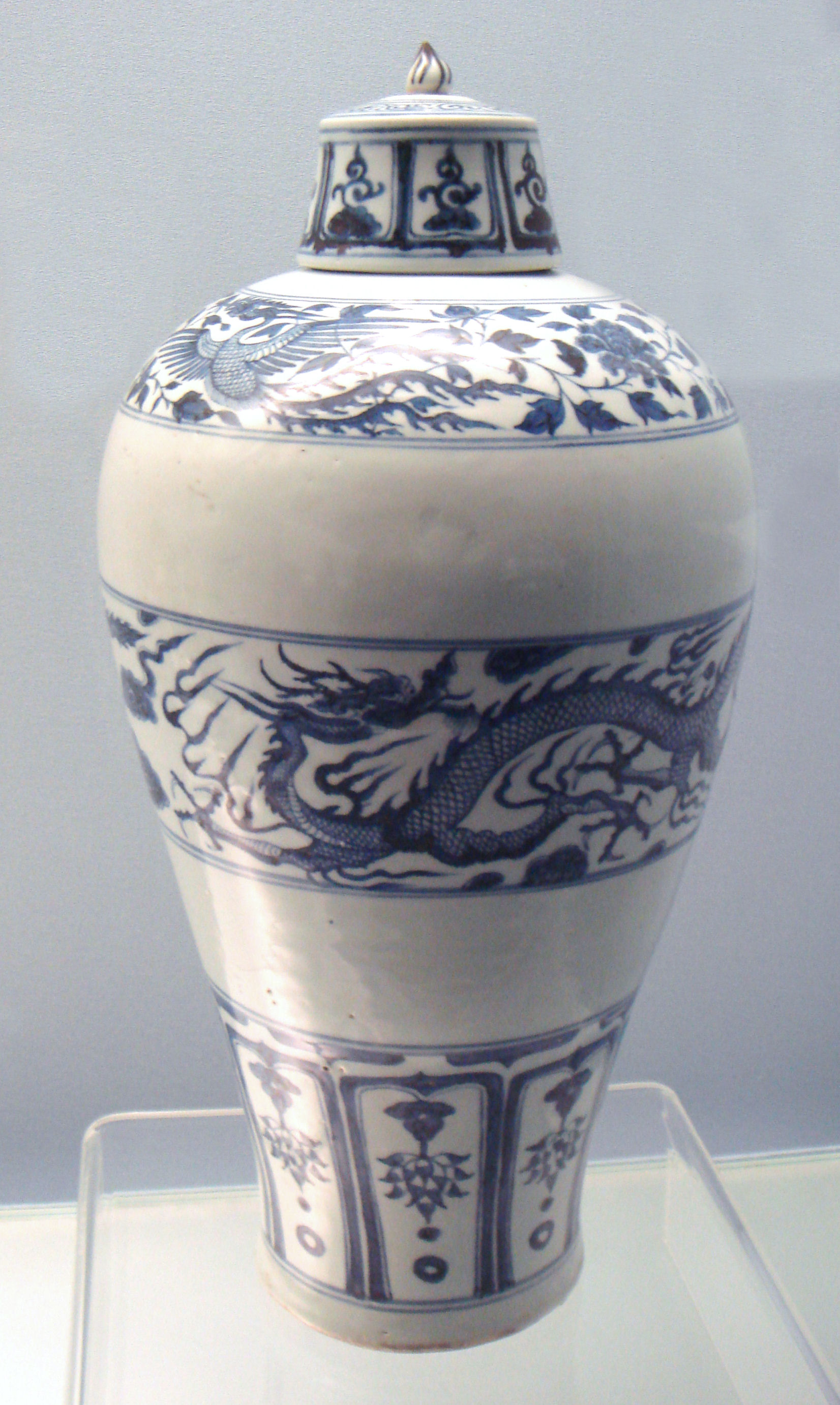
Блакитно-біла ваза династії Юань (1271-1368), Цзіндечжень, знайдена в провінції Цзянсі.
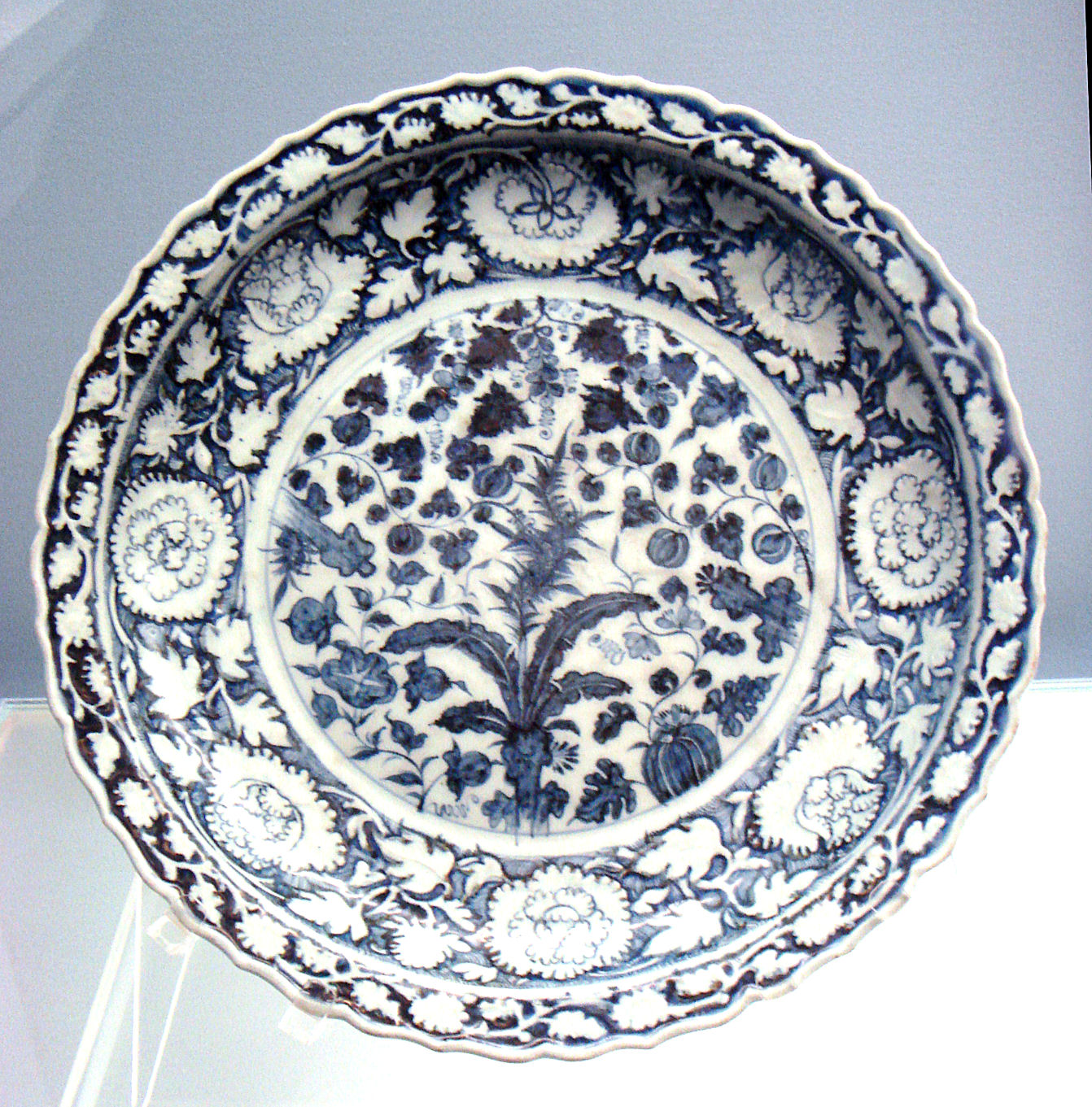
Блакитно-біла тарілка, Цзіндечжень, династія Юань (1271-1368).
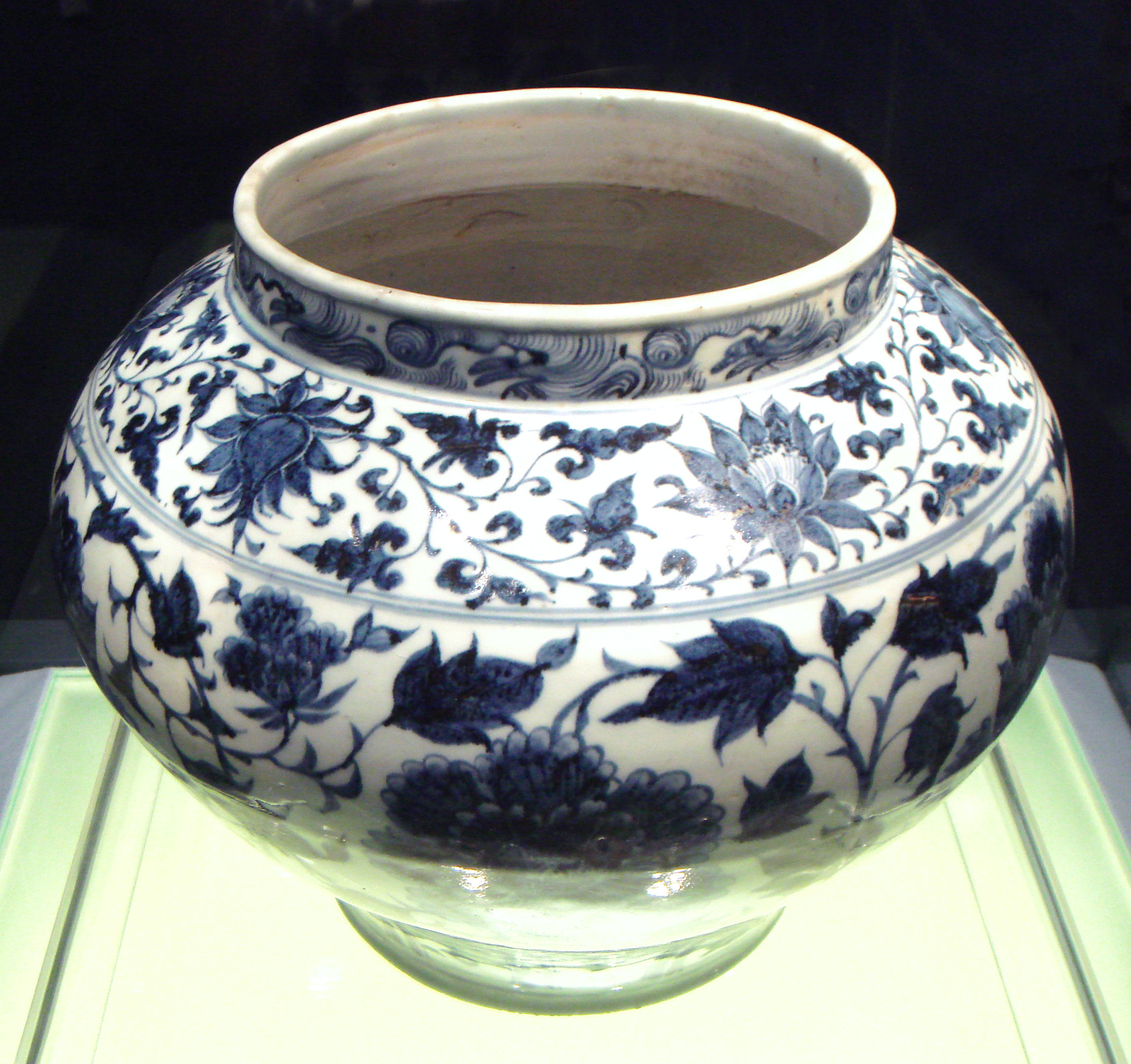
Блакитно-білий глек, Цзіндечжень, династія Юань (1271-1368).
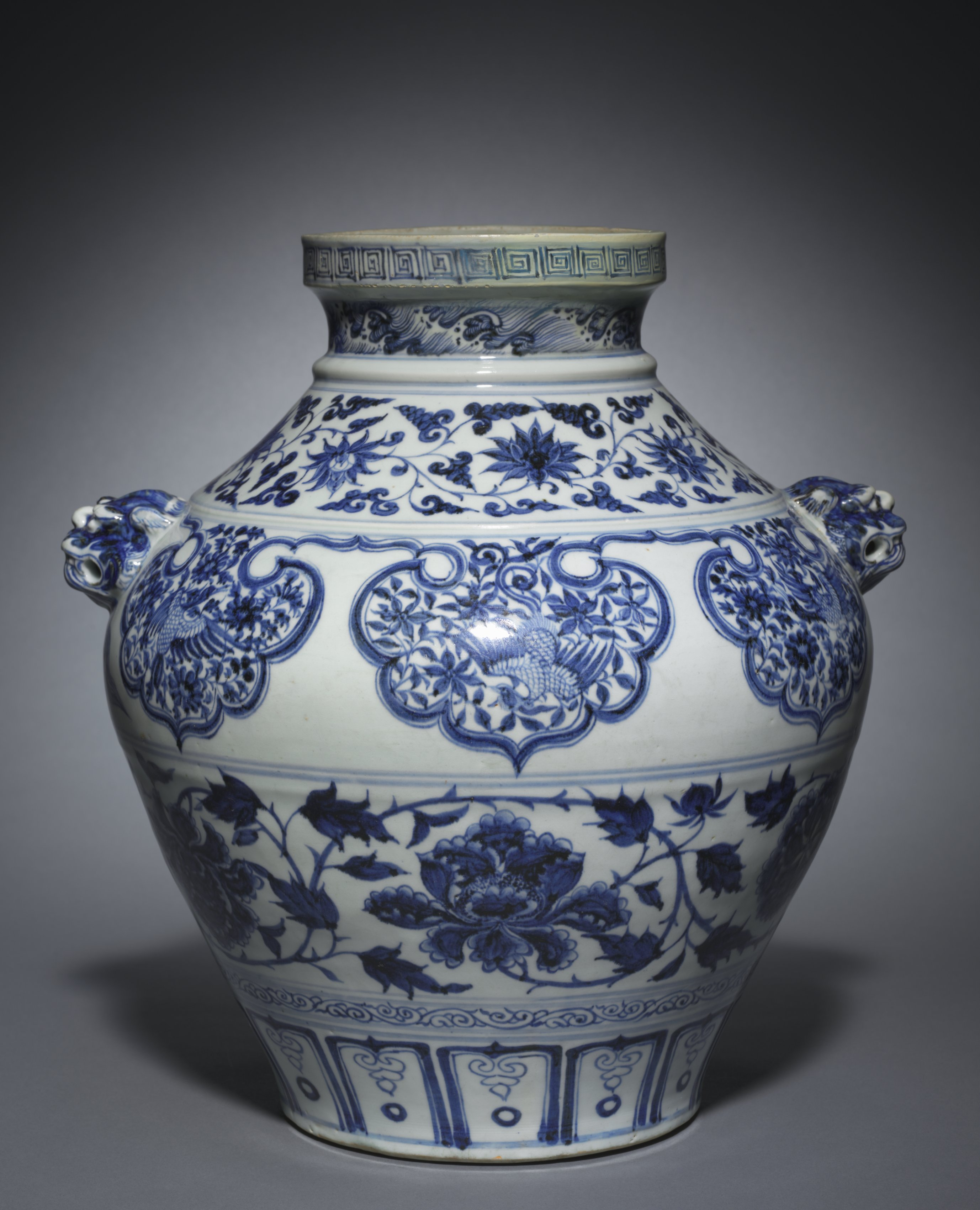
Ваза, виготовлена до 1330 року
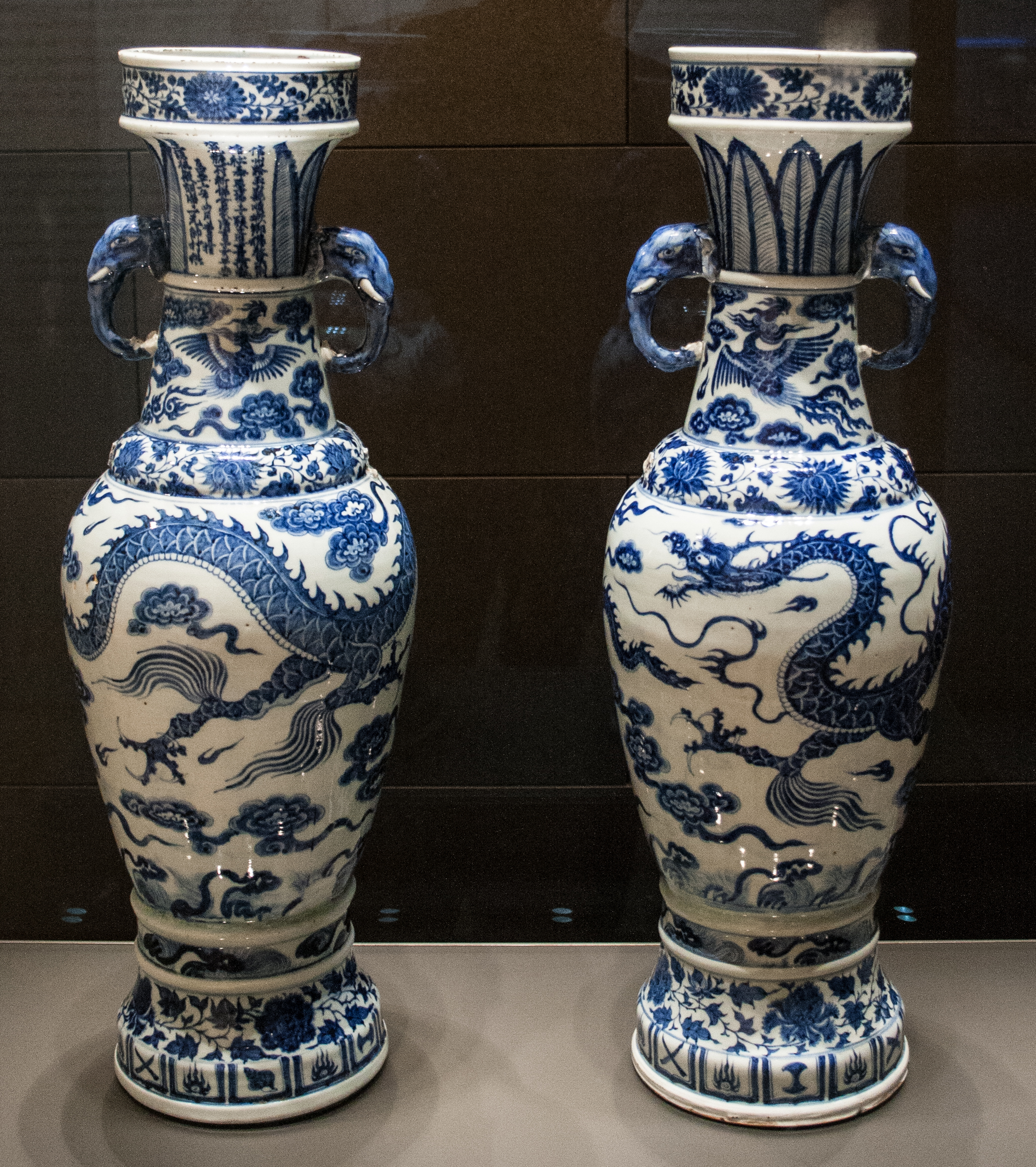
Вази Давида, 1351

### XV століття
В XV столітті, за часів імператора Сюань-де, блакитно-біла порцеляна повернулася до популярності і з того часу знову активно розвивалася. У цьому столітті було проведено ряд експериментів із поєднанням підполивного синього з іншими кольорами, як підполивних, так і надполивних емалей. Спочатку найпоширенішими кольорами були червоні, які отримували з міді та заліза, але їх було набагато важче надійно обпалити, ніж кобальтовий синій, і це призводило до дуже високого відсотка неправильно обпалених зіпсованих виробів, де замість червоного виходив тьмяно-сірий колір. Подібні експерименти тривали протягом наступних століть, у техніках ту-тсаї та ву-тсаї, які поєднували підглазурний блакитний та інші кольори в надглазурі.

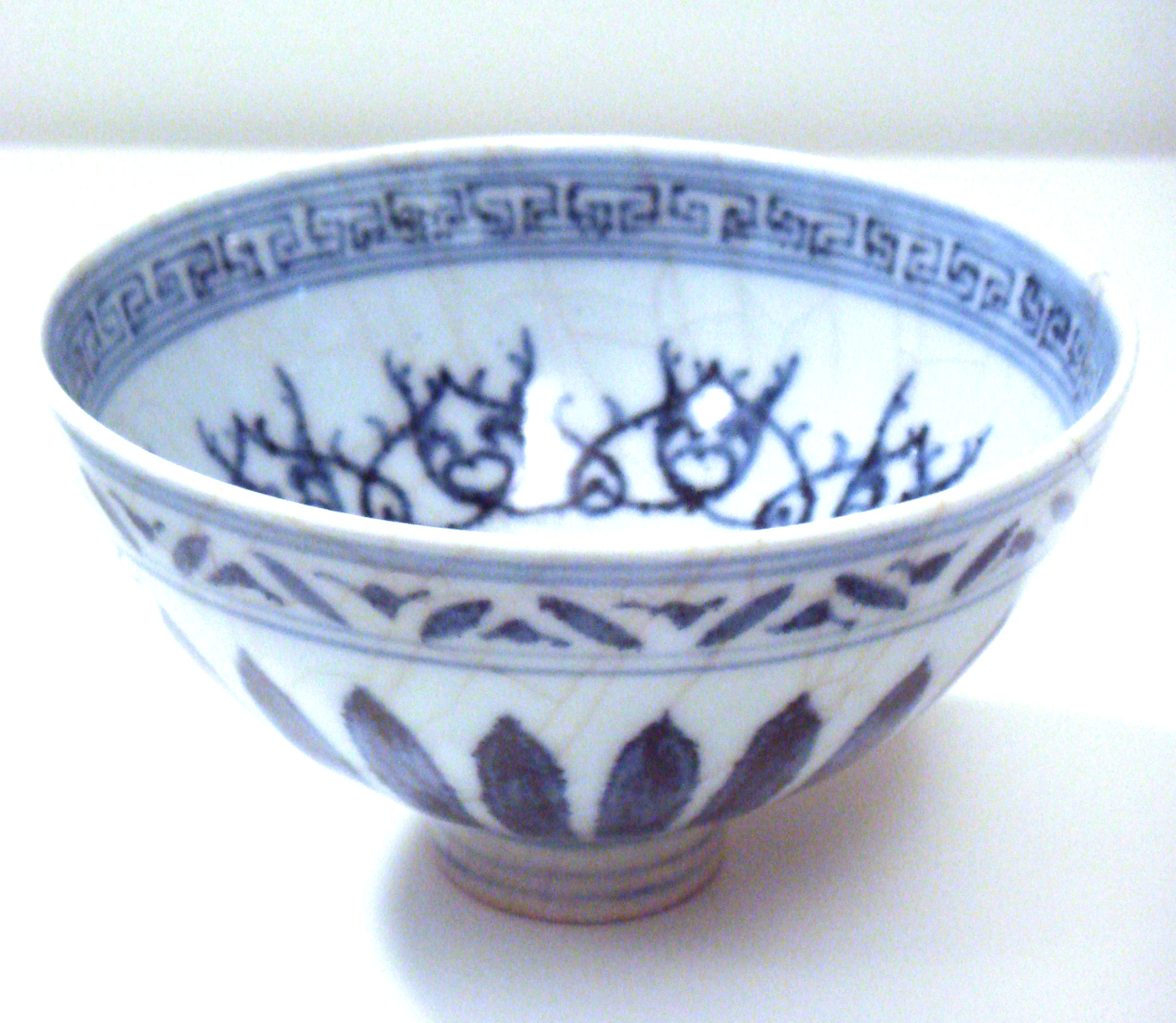
Блакитно-біла чаша, Цзіндечжень, Мін Юнле (1403-1424).
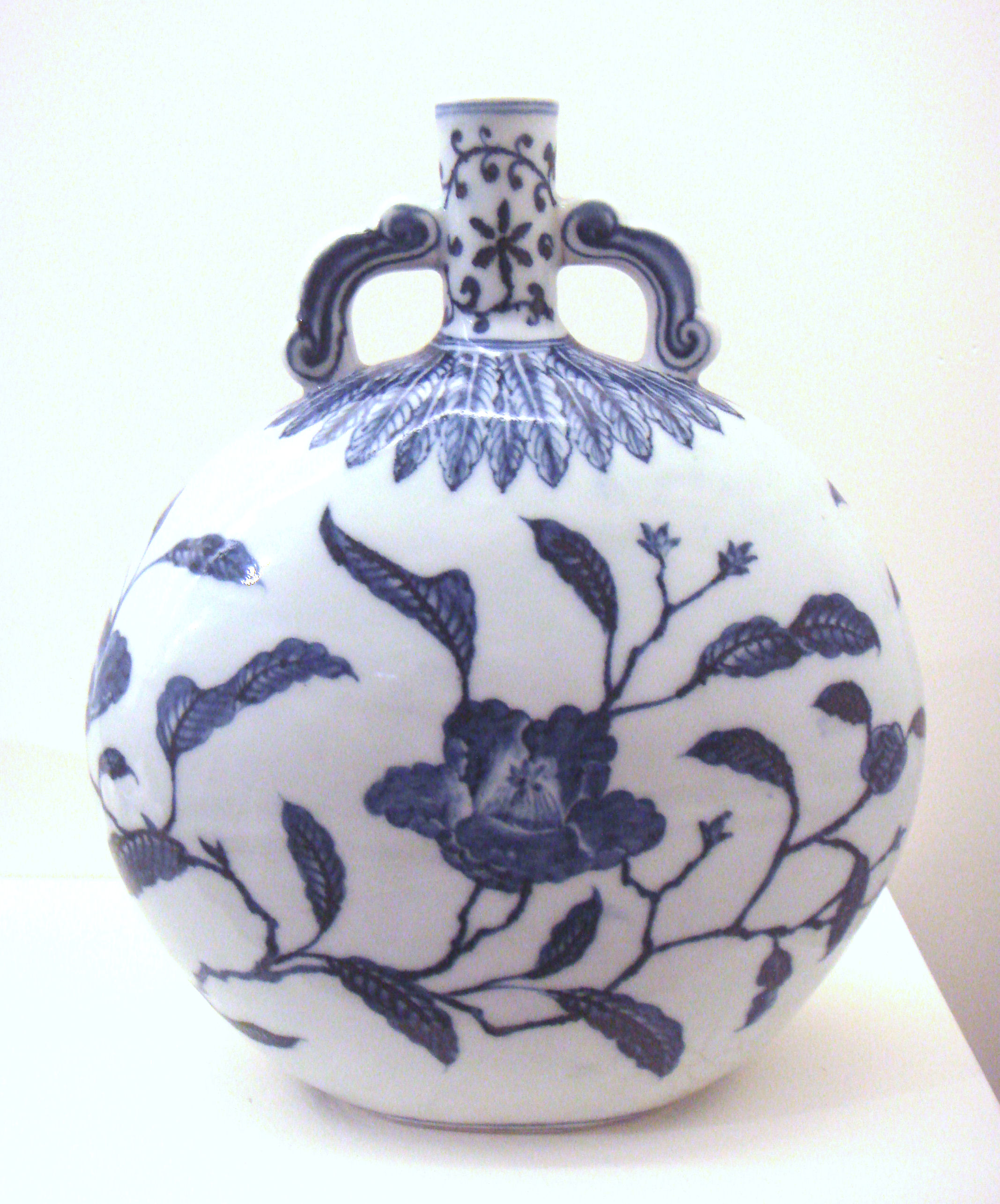
Блакитно-біла бутиль, Цзіндечжень, Мін, Юнле (1403-1424).
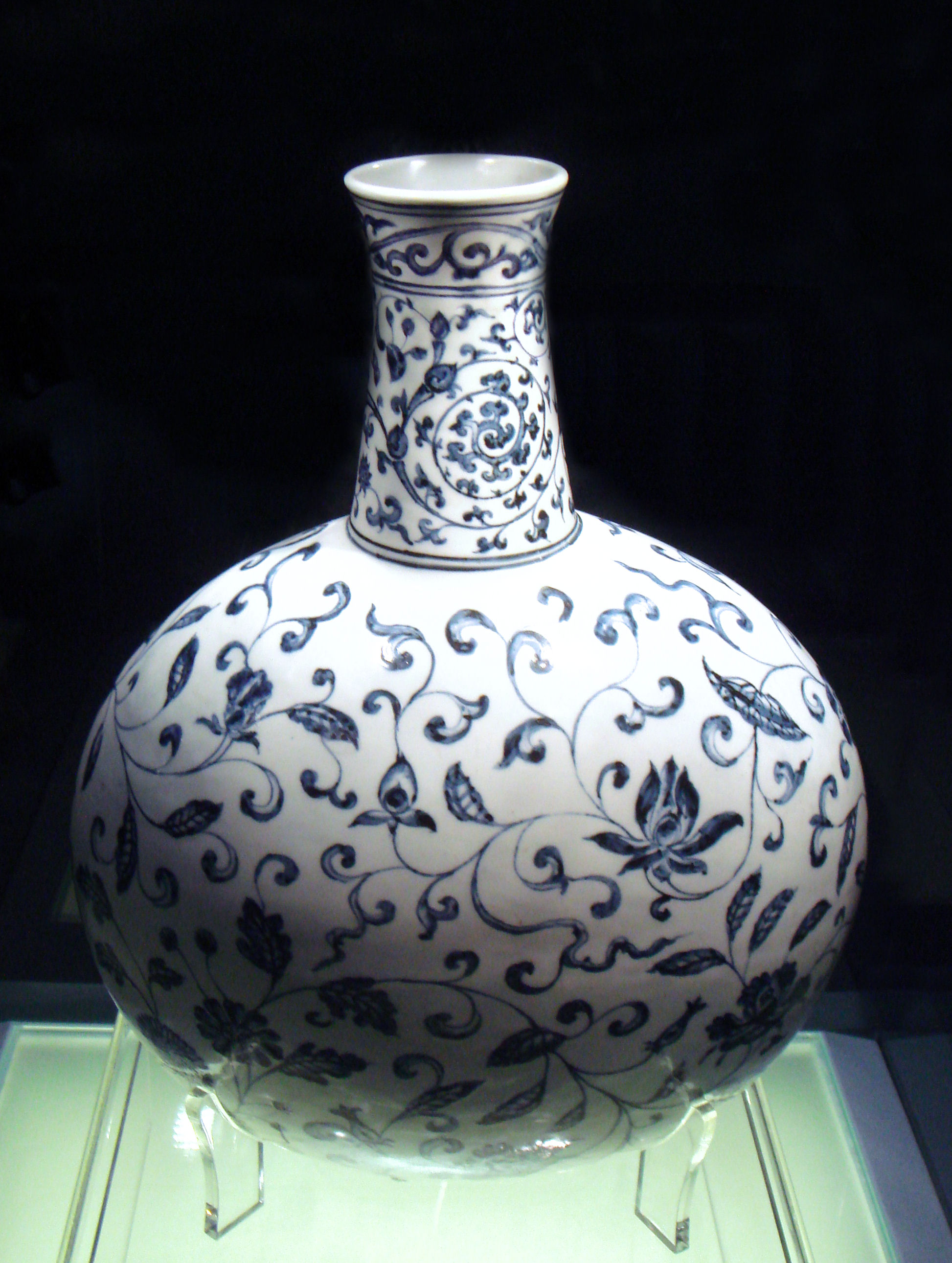
Блакитно-біла ваза, Цзіндечжень, Мін, Юнле (1403-1424).
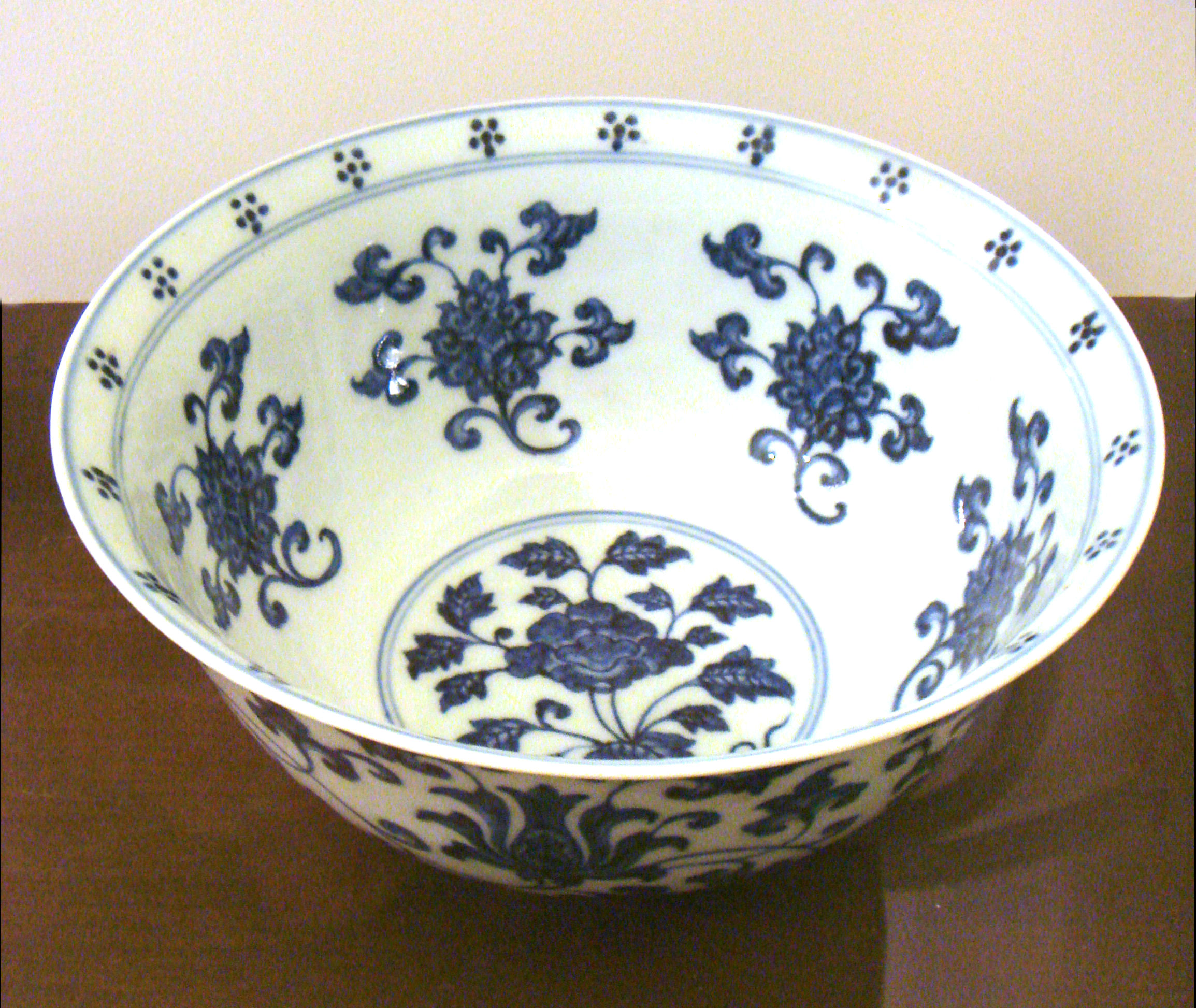
Блакитно-біла чаша, Мін Сюань-де (1426-1435).

### XVI століття
Деякі блакитно-білі вироби XVI століття характеризувались ісламським впливом, як-от посуд імператора Чженде (1506—1521), який іноді ніс написи перською та арабською мовами, як вважається завдяки впливу мусульманських євнухів, які служили при його дворі.

До кінця століття розвинулась велика китайська експортна торгівля порцеляною з Європою, і розвинувся так званий стиль посуду Краак. За китайськими стандартами це був досить низькоякісний, але ефектний стиль, зазвичай блакитно-білий, який став дуже популярним у Європі, і його можна побачити на багатьох голландських картинах Золотого віку наступного століття. Невдовзі він був широко наслідований на місцевому рівні в Європі.

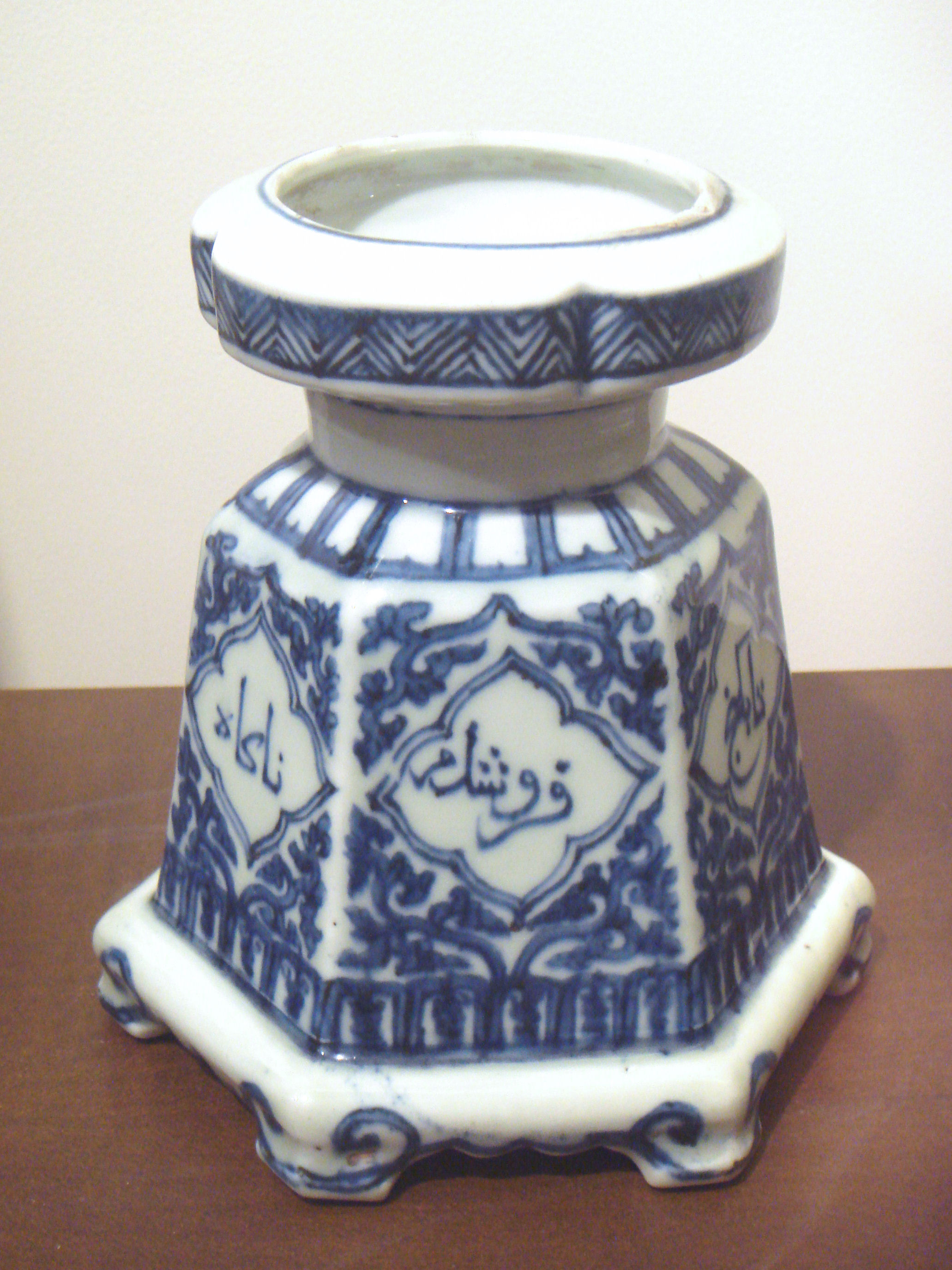
Блакитно-біла банка з перськими написами, Мін Чженде (1506-1521).
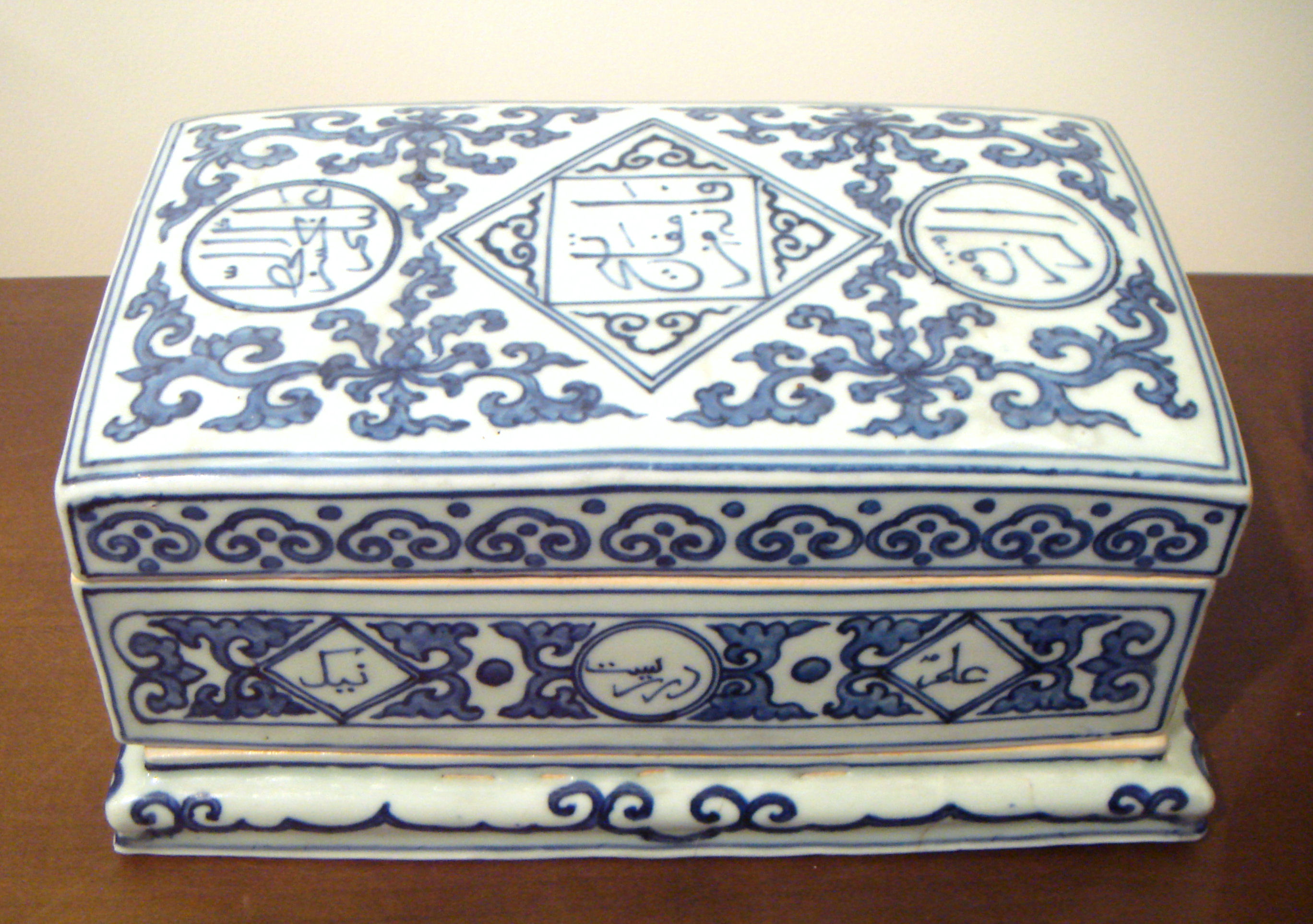
Блакитно-біла порцелянова скринька з арабськими та перськими написами, Чженде (1506-1521).
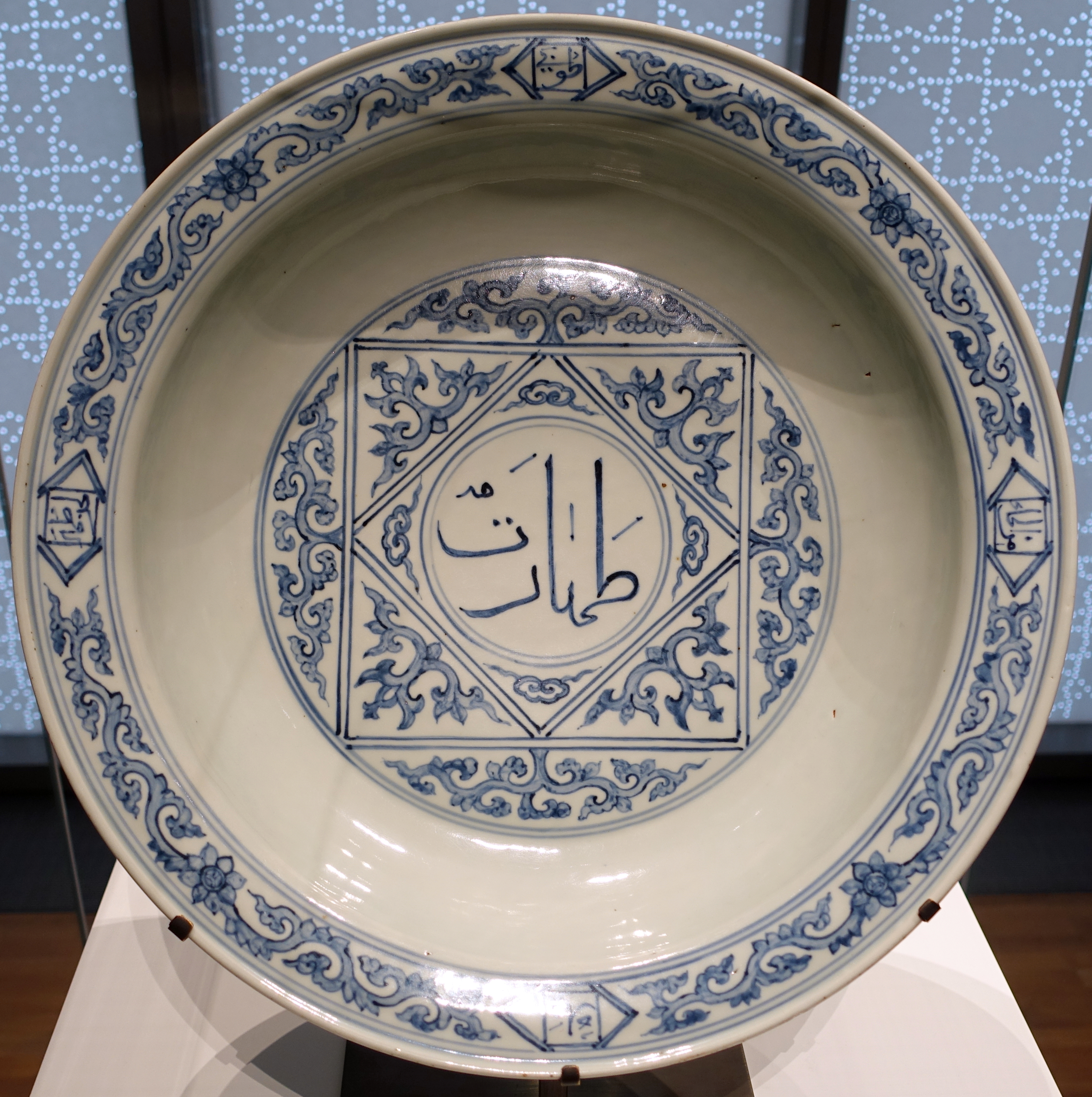
Умивальник з арабським словом Taharat (чистота) каліграфією сулюс, Мін, Чженде (1506-1521).
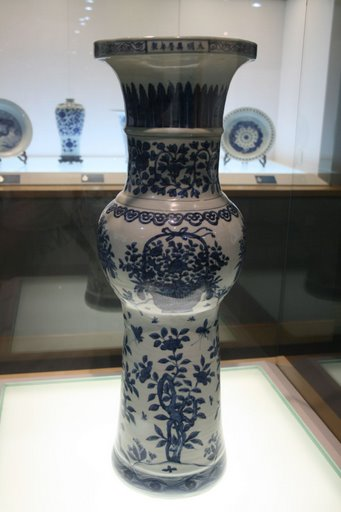
Блакитно-біла ваза, Мін, Ванлі (1573-1620).
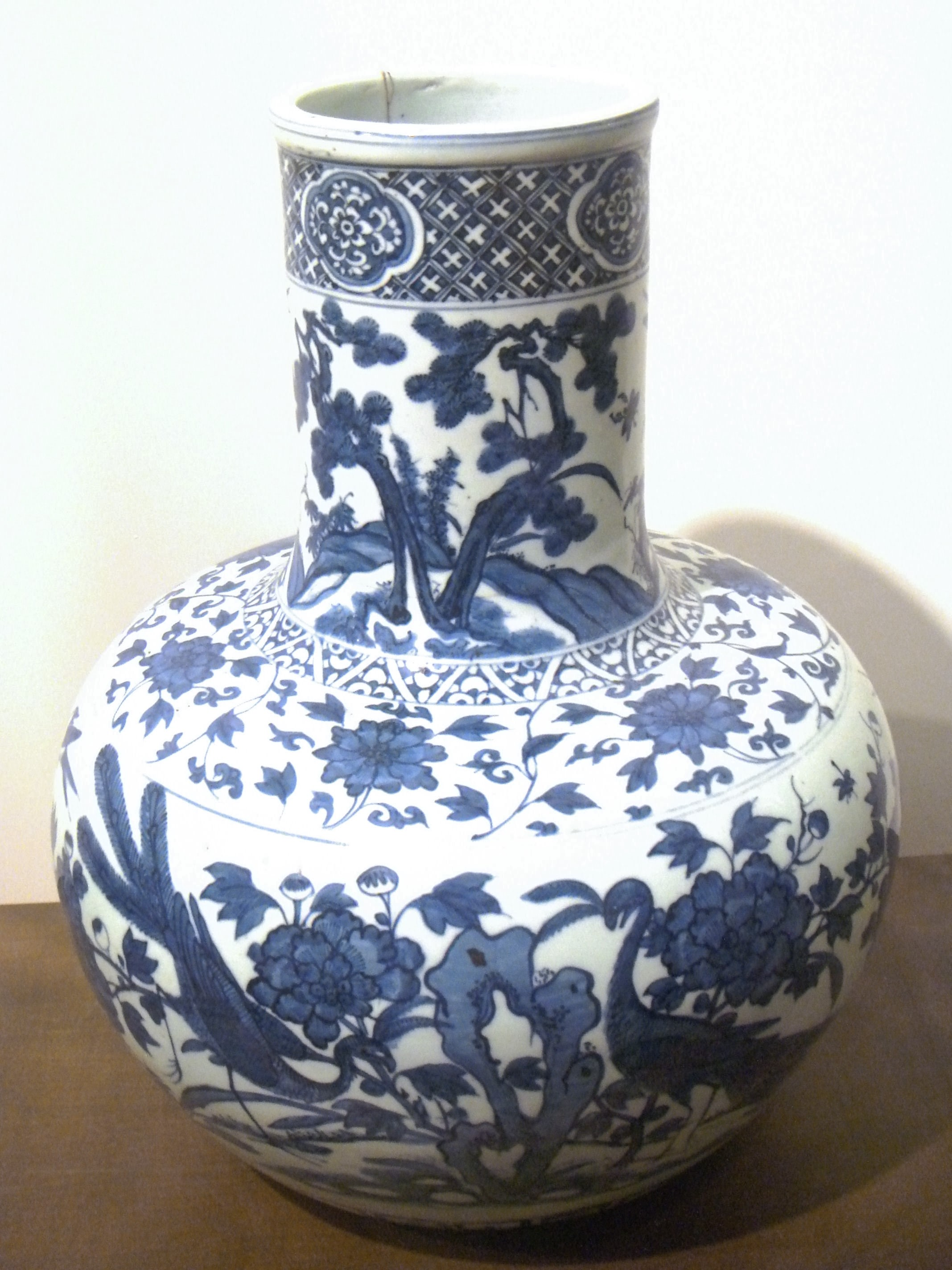
Блакитно-білий глек, Мін, Ванлі (1573-1620).
Експортна порцеляна династії Мін у Музеї Макао, Лісабон, Португалія

### XVII століття
У XVII столітті багато блакитно-білих виробів виготовлялися як експортна китайська порцеляна для європейських ринків. Перехідний порцеляновий стиль, переважно блакитно-білий, значно розширив спектр використовуваних зображень, взявши сцени з літератури, групи фігур і широкі пейзажі, часто запозичуючи з китайського живопису та книжкових ілюстрацій, друкованих за допомогою ксилографії. Європейські символи та сцени співіснували з китайськими сценами для цих об'єктів. У 1640-х роках повстання в Китаї та війни між династією Мін і маньчжурами пошкодили багато печей, а в 1656—1684 роках новий уряд династії Цін припинив торгівлю, закривши свої порти. Китайський експорт майже припинився, і потрібні були інші джерела, щоб задовольнити постійний європейський та азійський попит на блакитно-білу кераміку. У Японії китайські гончарі-біженці змогли запровадити вишукану порцелянову техніку та емалеву поливу в печах Аріта.

З 1658 року голландська Ост-Індська компанія шукала в Японії блакитно-білу порцеляну для продажу в Європі. Спочатку печі Аріта, такі як піч Какіємон, ще не могли забезпечити поставки достатньо якісної порцеляни для голландської Ост-Індської компанії, але вони швидко розширили свої потужності. З 1659 по 1740 рр. печі Аріта змогли експортувати величезну кількість порцеляни до Європи та Азії. Поступово китайські печі відновилися, і приблизно до 1740 року перший період експорту японської порцеляни майже припинився. Приблизно з 1640 голландська Делфтська порцеляна також стала конкурентом, використовуючи стилі, відверто наслідуючі китайські примірники та їх декор.

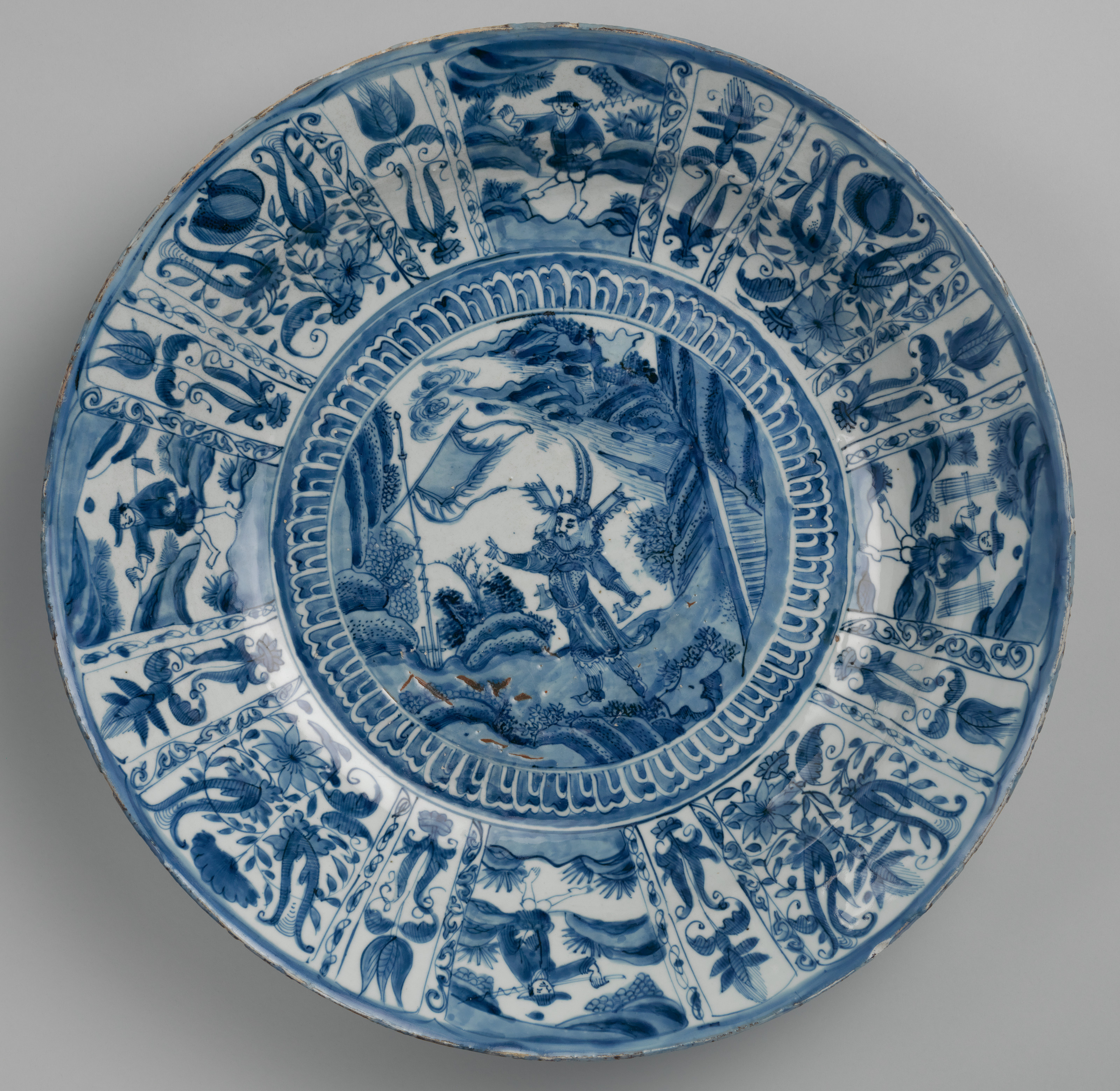
Блюдо. Цзіндечжень. Типовий приклад кераміки Краак. Ширина: 47 см.
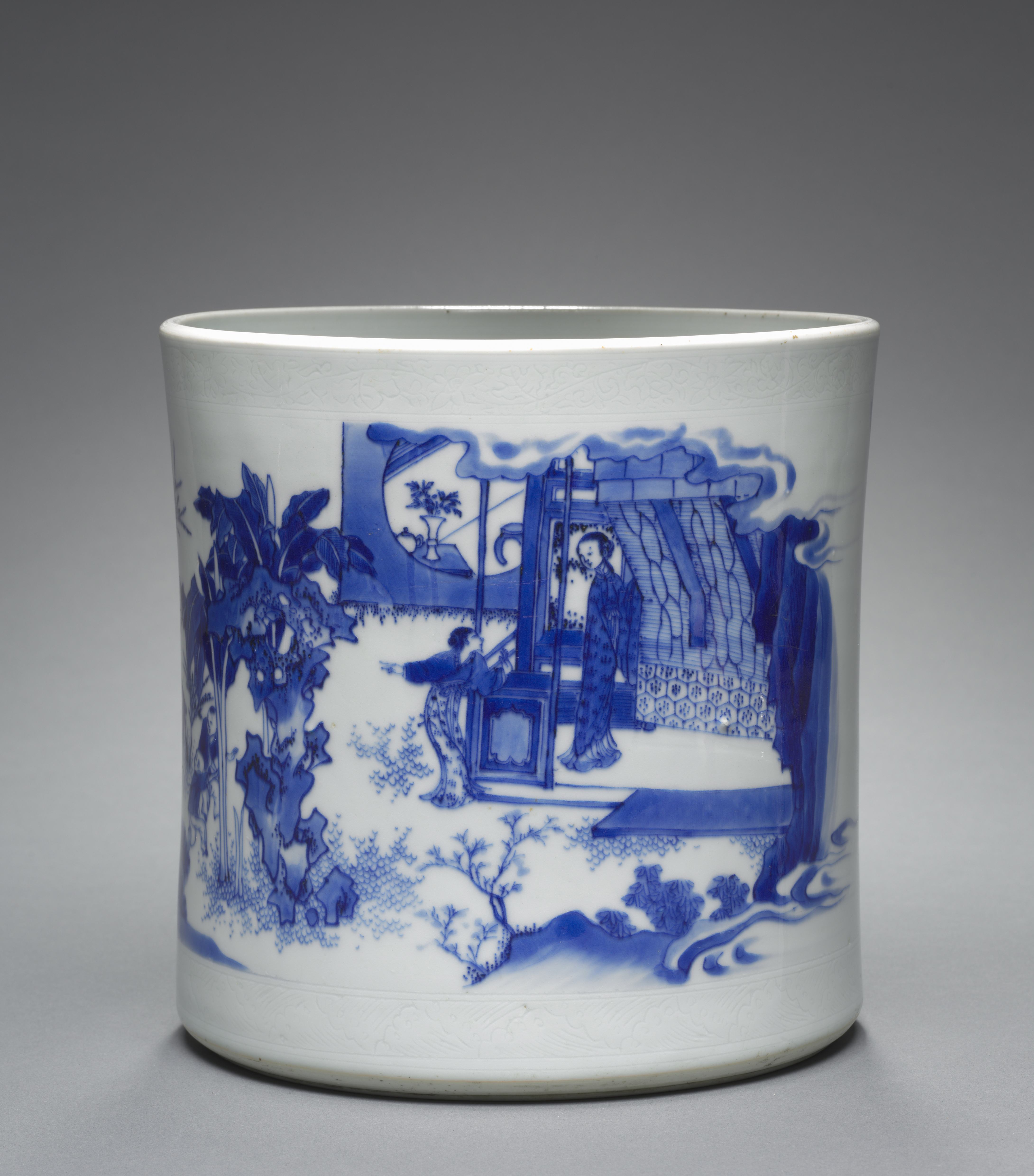
Перехідний порцеляновий горщик для пензля з епізодом з історії Сіма Гуан
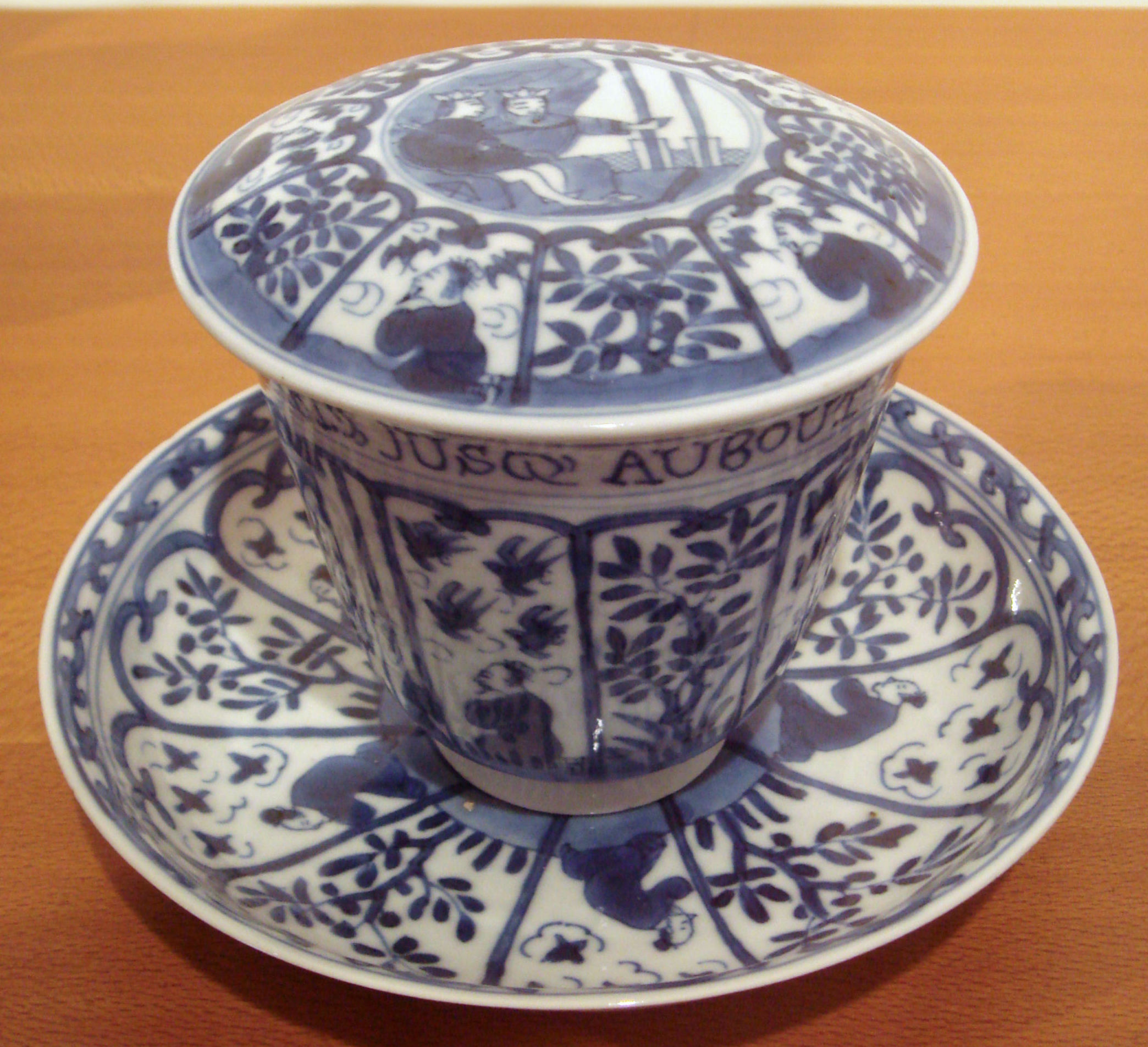
Блакитно-біла експортна порцеляна, династія Цін, правління Кансі (1690-1700).
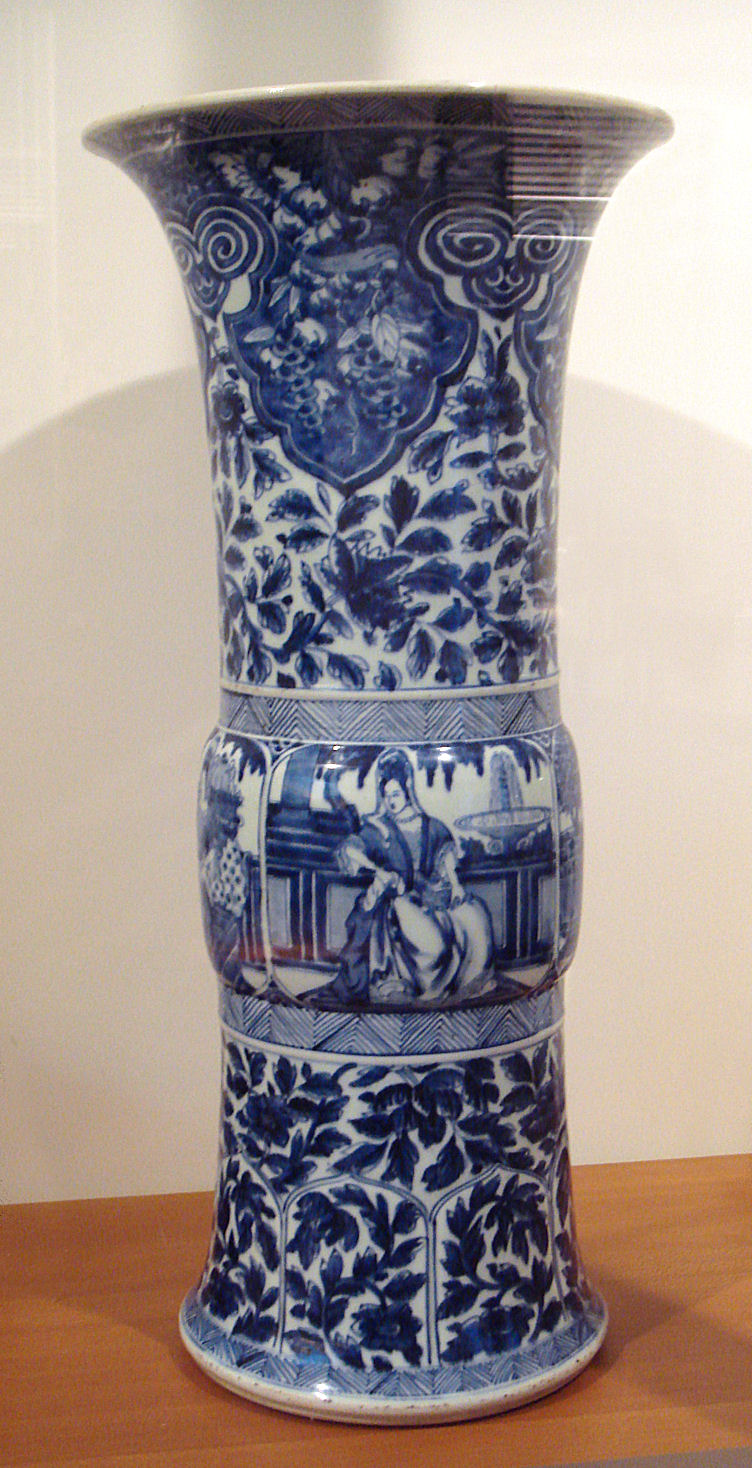
Експортна порцелянова ваза з європейською сценою, династія Цін, правління Кансі (1690-1700).
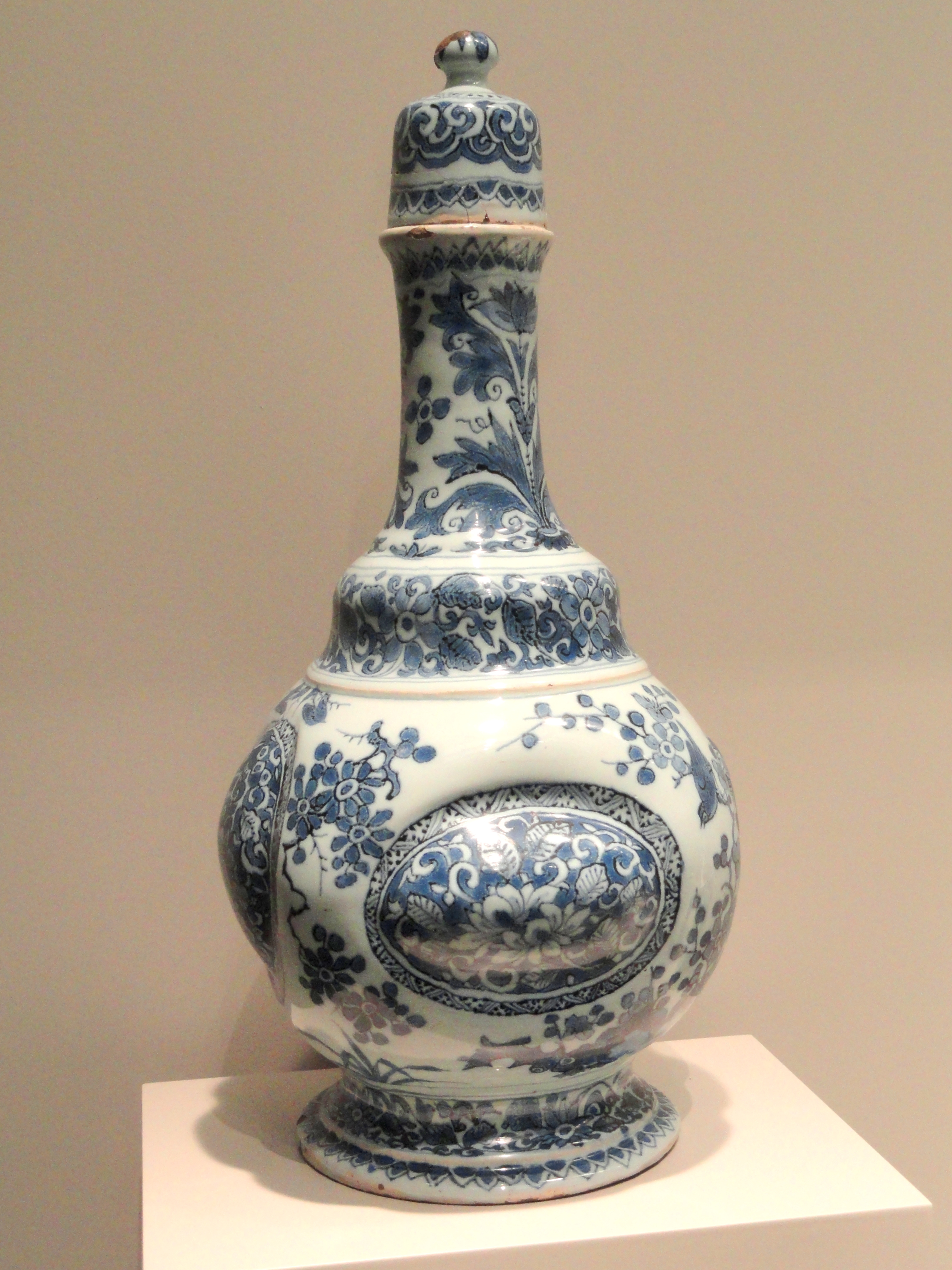
Делфтська кераміка, пляшка, ~1675 р.

### XVIII століття
У XVIII столітті експортну порцеляну продовжували виробляти для європейських ринків. Частково внаслідок зусиль Франсуа Ксав'є д'Ентреколля, раннього прикладу промислового шпигунства, тонкощі китайського виробництва порцеляни стали відомі в Європі і китайський експорт порцеляни незабаром значно скоротився, особливо до кінця правління імператора Хунлі.

Хоча поліхромне оздоблення надглазурними емалями тепер було вдосконалено, зокрема у Famille rose та інших палітрах, у Цзіндечжені продовжували виготовляти високоякісні блакитно-білі вироби для двору та елітних внутрішніх ринків.

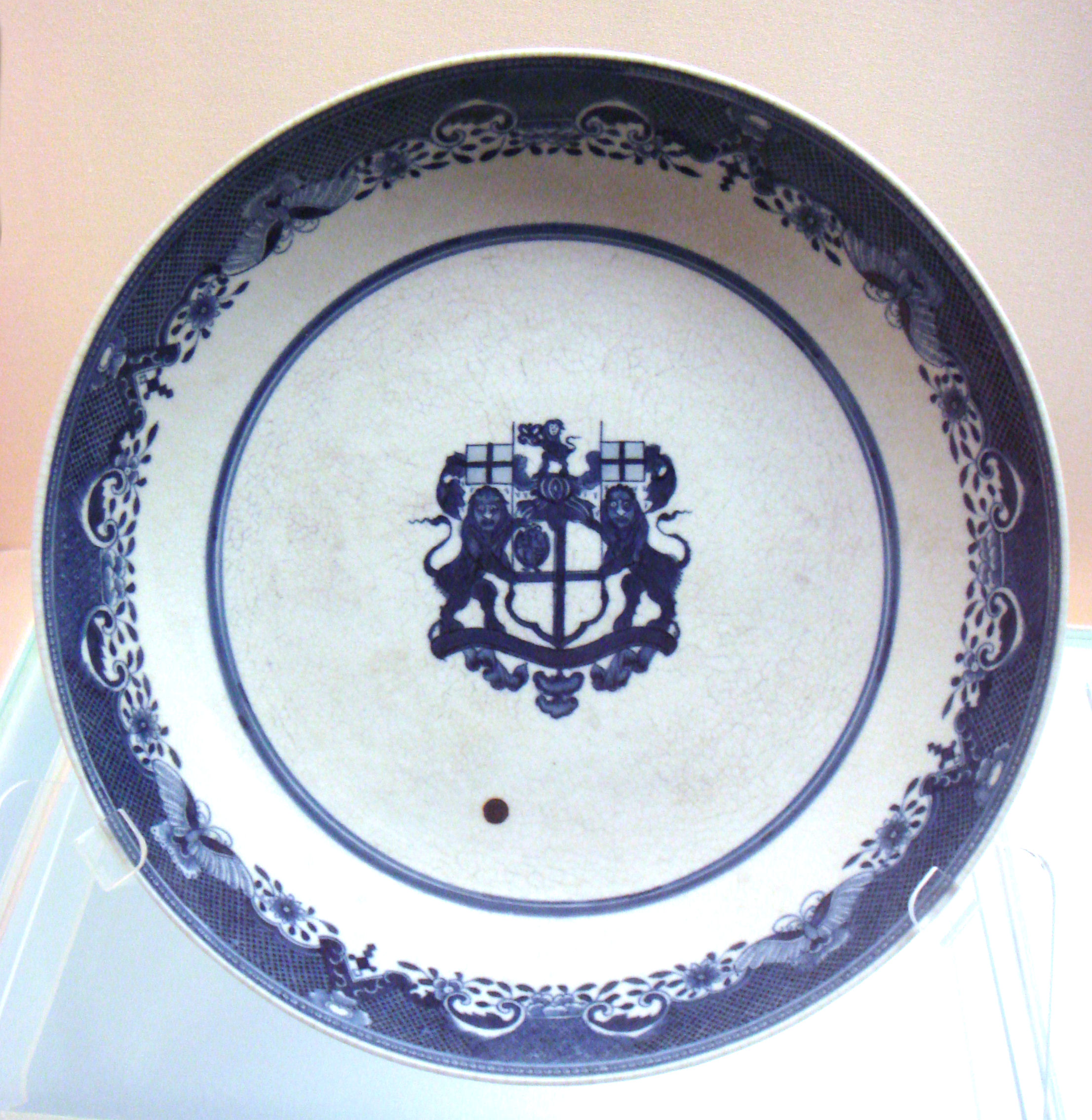
Тареля, блакитно-біла експортна кераміка, Цзіндечжень династія Цин, Хунлі (1736-1795).
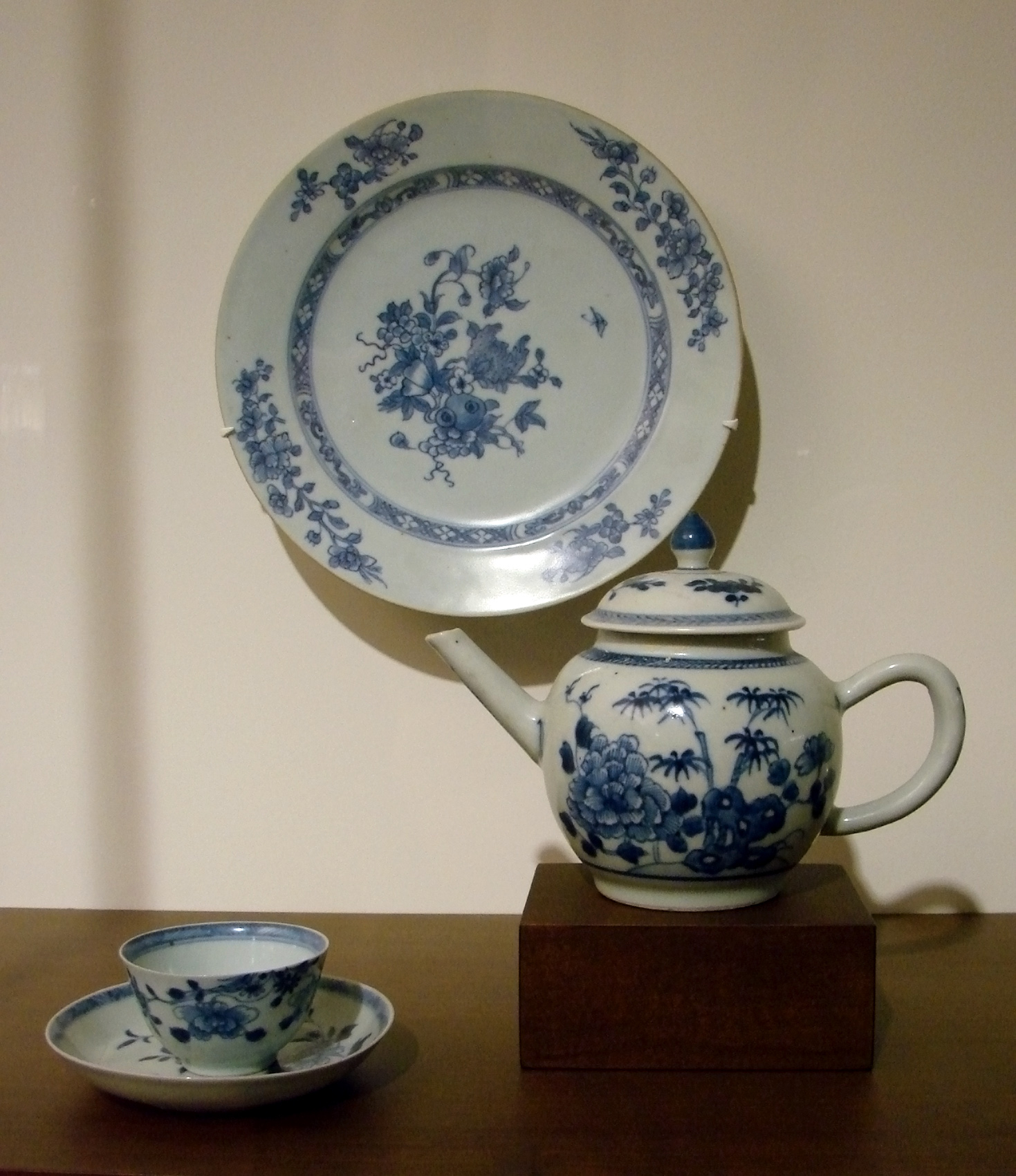
Блакитно-біла китайська експортна порцеляна (XVIII століття).
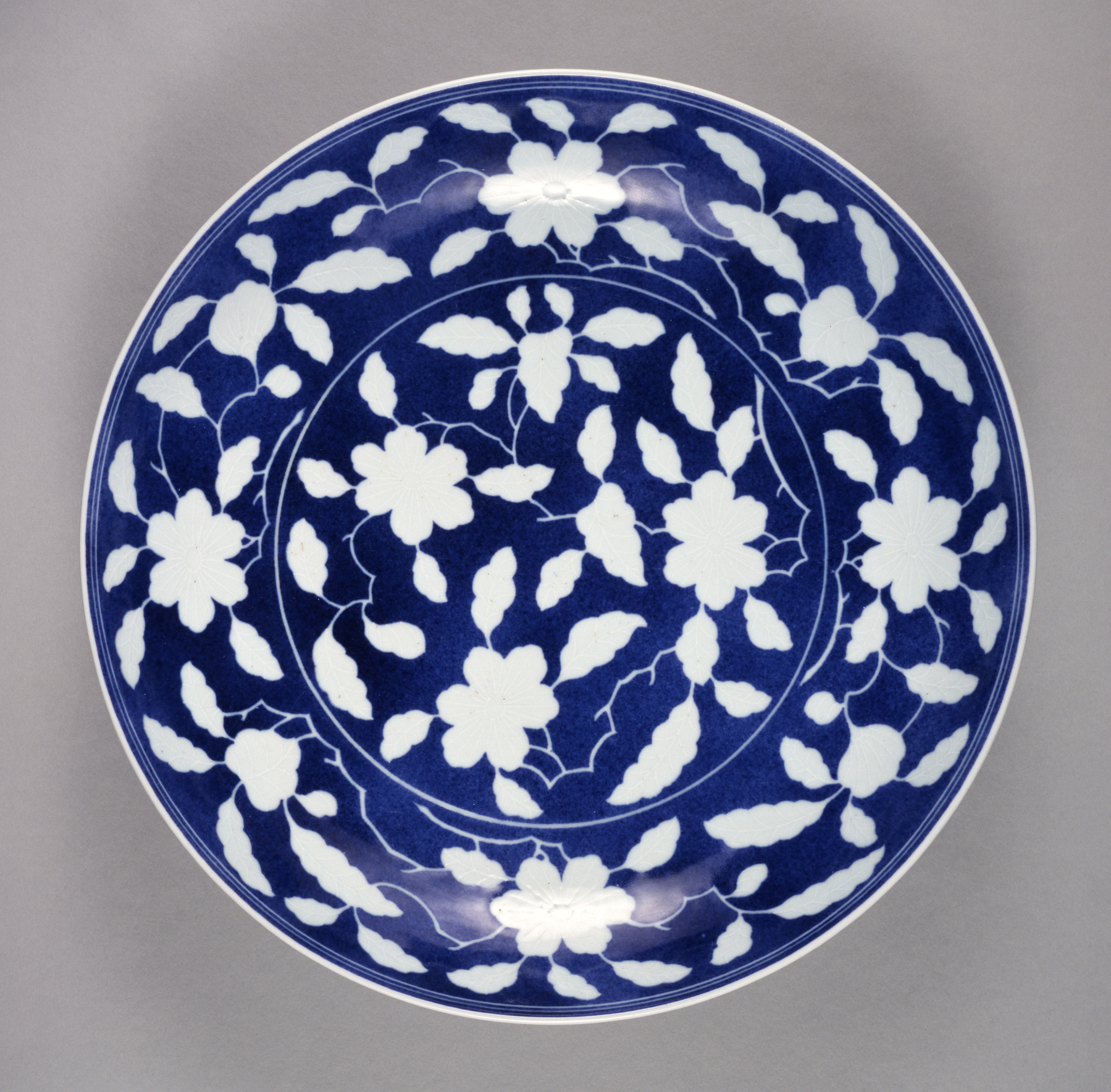
Високоякісна порцелянова тарілка, правління Юнчжен (1722-1735)
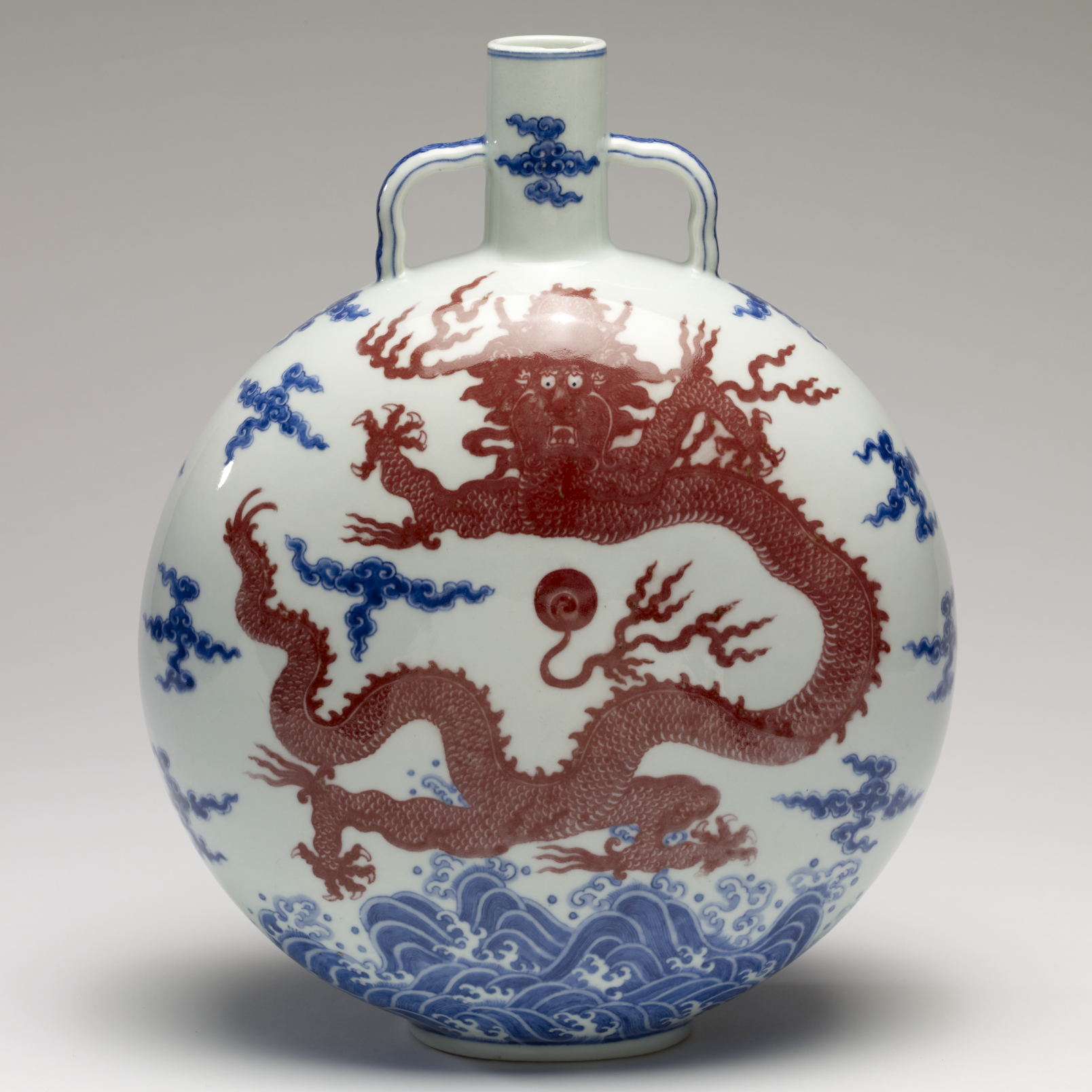
Фляга з блакитно-червоною підглазурю, складна техніка, правління Хунлі (1736-1795 рр)

## За межами Китаю

### Ісламська кераміка
Китайський блакитно-білий посуд став надзвичайно популярним на Близькому Сході з XIV століття, де співіснували китайський та ісламський типи.

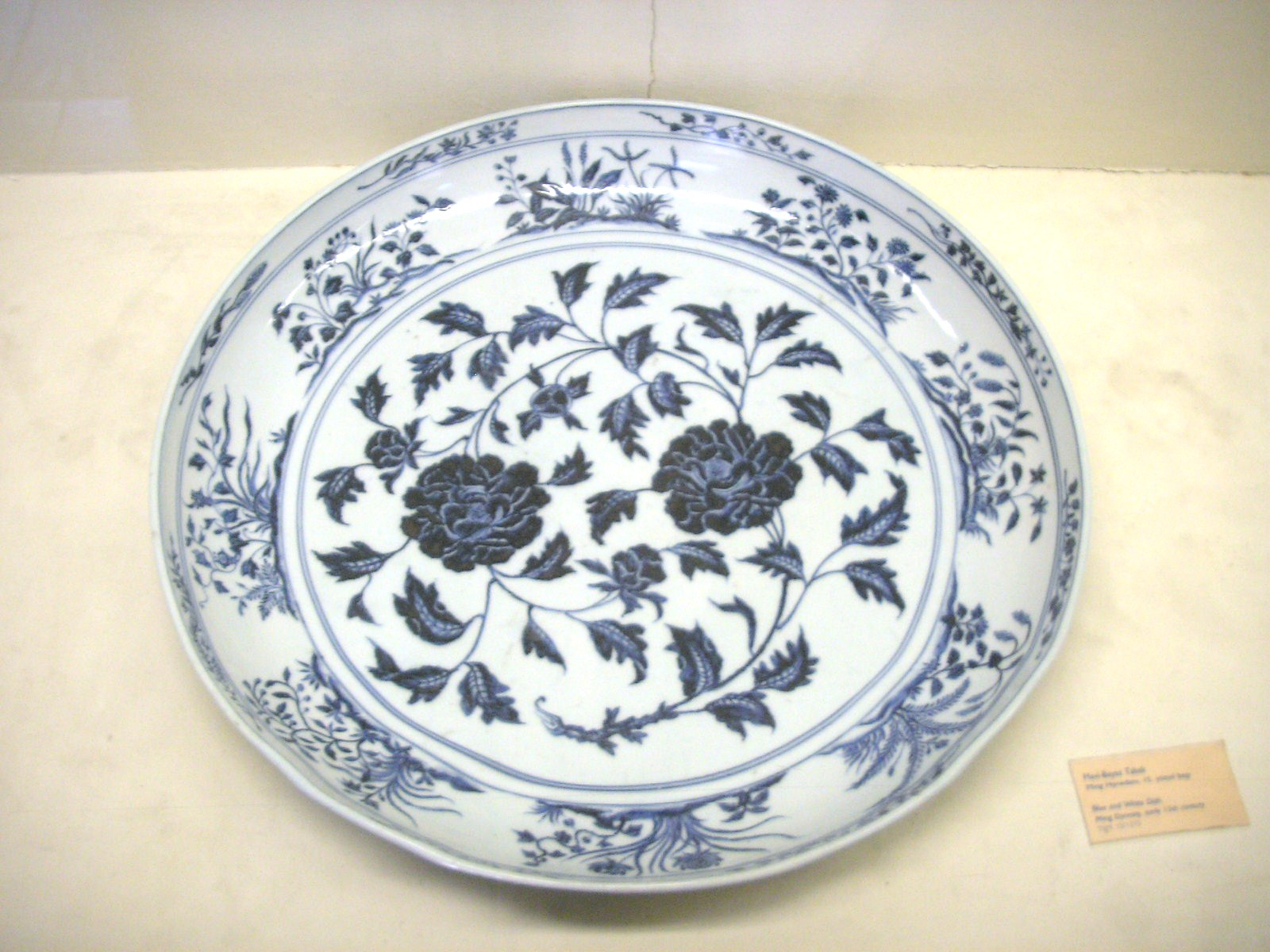
Блакитно-біла тарілка династії Мін, XVI століття (Музей Топкапи, Стамбул)

З XIII століття традиційні зображення в китайському стилі, такі як літаючі журавлі, дракони та квіти лотоса, також почали з'являтися в керамічних виробництвах Близького Сходу, особливо в Сирії та Єгипті.
Китайська порцеляна XIV або XV століття потрапляла на Середній і Близький Схід, і особливо в Османську імперію через подарунки або через військову здобич. Китайські зразки мали величезний вплив на виробників кераміки в османському Ізніку (сучасна Туреччина). Особливо популярним був дизайн «винограду» династії Мін, який широко відтворювався під час Османської імперії.

### Японія
Японці були ранніми шанувальниками китайської блакитно-білої кераміки і, незважаючи на труднощі отримання кобальту (з Ірану через Китай), незабаром виготовили власні блакитно-білі вироби, як правило, з японської порцеляни, яку почали виробляти близько 1600 року. Ця група японської кераміки отримала назву сомецуке (染付). Значна частина цього виробництва охоплюється розпливчастим регіональним терміном «посуд Аріта», але деякі інші печі, як-от «Хірадо», також спеціалізувались на виробництві високоякісного блакитно-білого посуду і не виробляли нічого іншого. Велику частку виробів приблизно з 1660—1740 рр. складала японська експортна порцеляна, переважно для Європи.

Найбільш ексклюзивна піч, яка виробляла посуд Набешіма для політичних подарунків, а не для торгівлі, виготовляла багато порцеляни лише з блакитним кольором, але також використовувала блакитний у своїх поліхромних виробах, хоча і в них стінок посуду оздоблення зазвичай лише блакитним кольором. Посуд Hasami та Tobe є більш популярними виробами, в яких переважали блакитно-білі кольори.

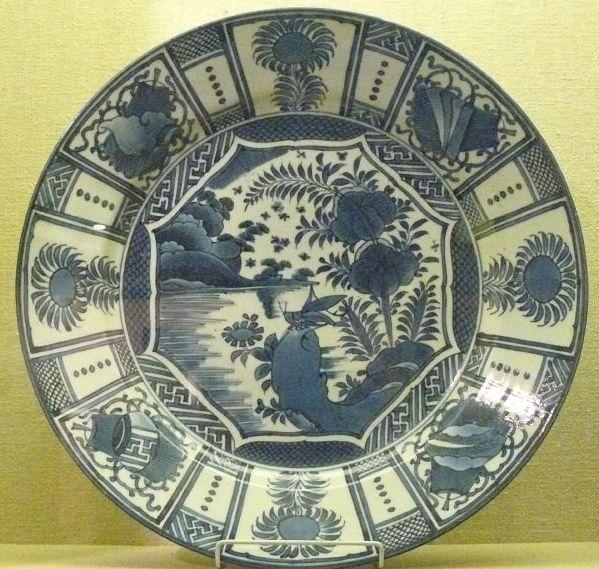
Велике блюдо кераміки Аріта, бл. 1680, з імітацією китайської експортної кераміки краак.
Японська блакитно-біла підглазурна порцелянова кружка (кераміка Аріто) з голландською срібною кришкою 1690 року
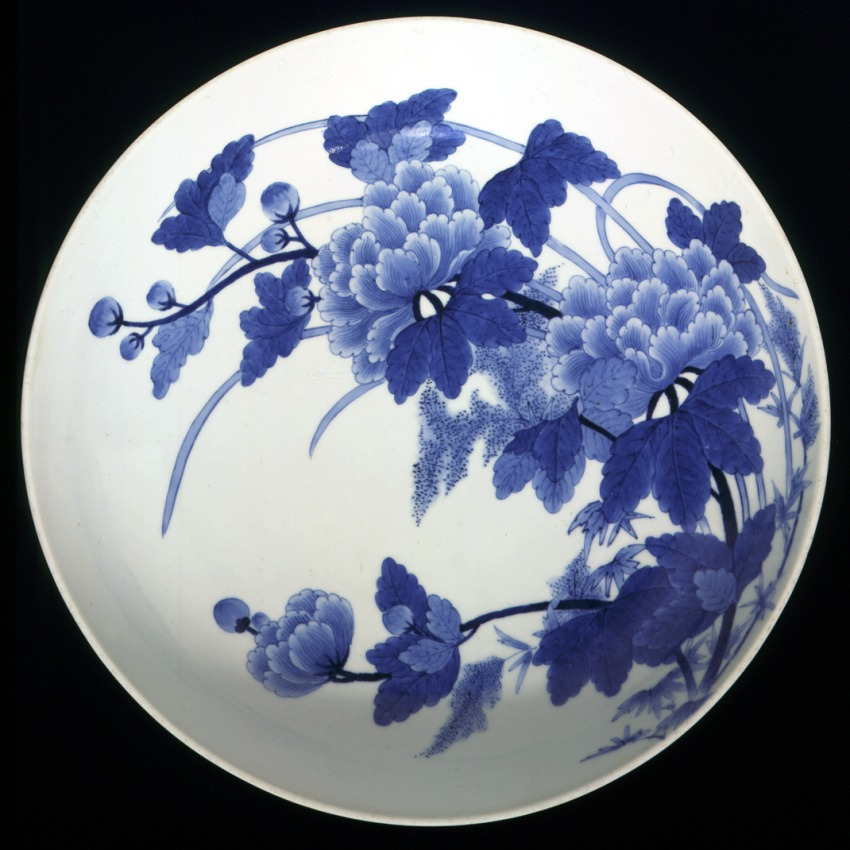
Чаша для посуду Nabeshima, епоха Kyōhō, 1716-1736
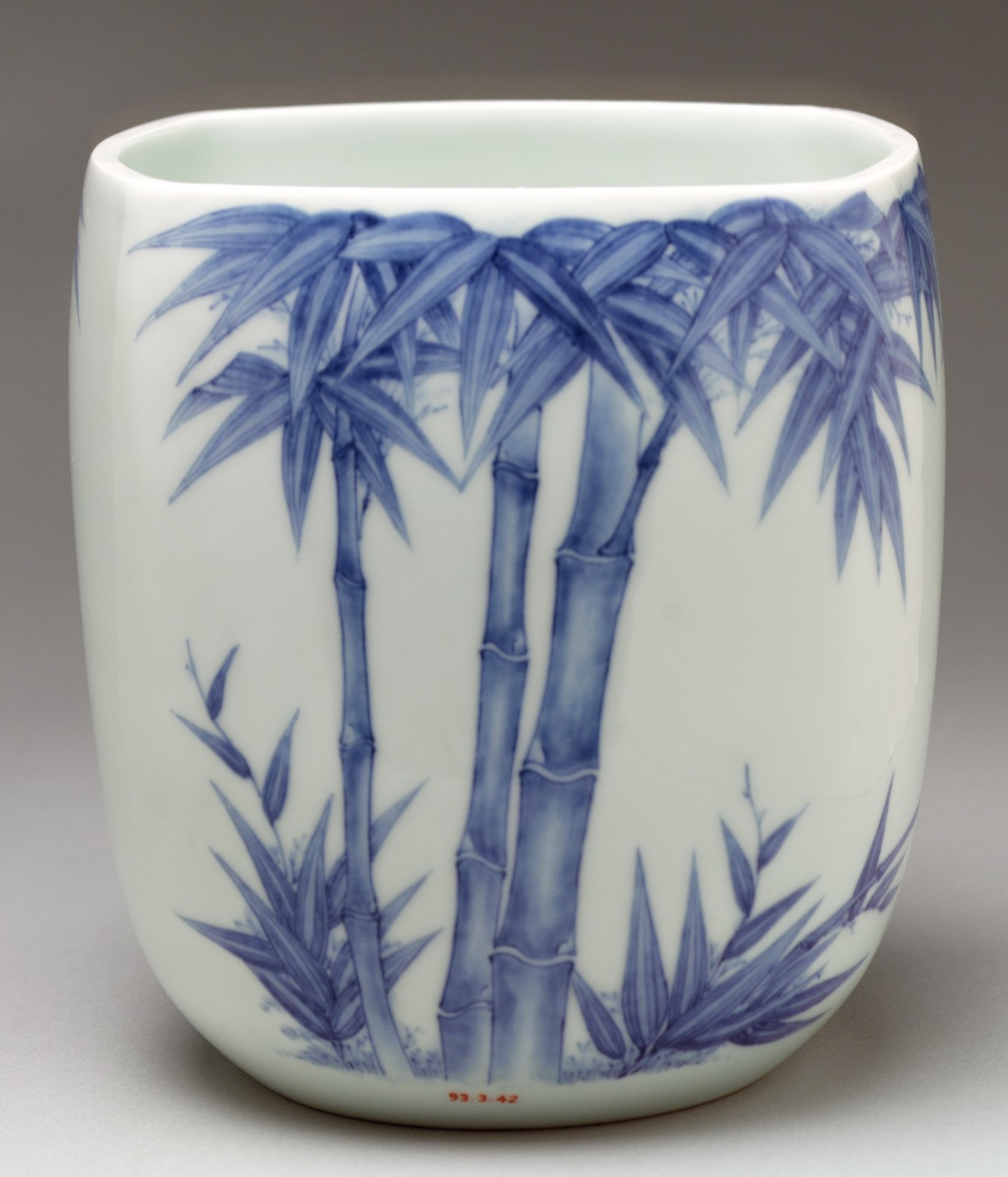
Японський посуд Хірадо, глечик для води (для чайної церемонії) з бамбуком, 1-а половина XVIII ст.

### Корея
Корейці почали виробляти блакитно-білу порцеляну на початку XV століття, на оздоблення якої вплинули китайські стилі. Пізніше також було виготовлено блакитно-білий кам'яний посуд. Все історичне виробництво належить до династії Чосон (1392—1897). У вазах типові широкі плечі форм, яким віддають перевагу в Кореї, дозволяли розширити розпис. Серед популярних сюжетів були дракон і квітучі гілки.

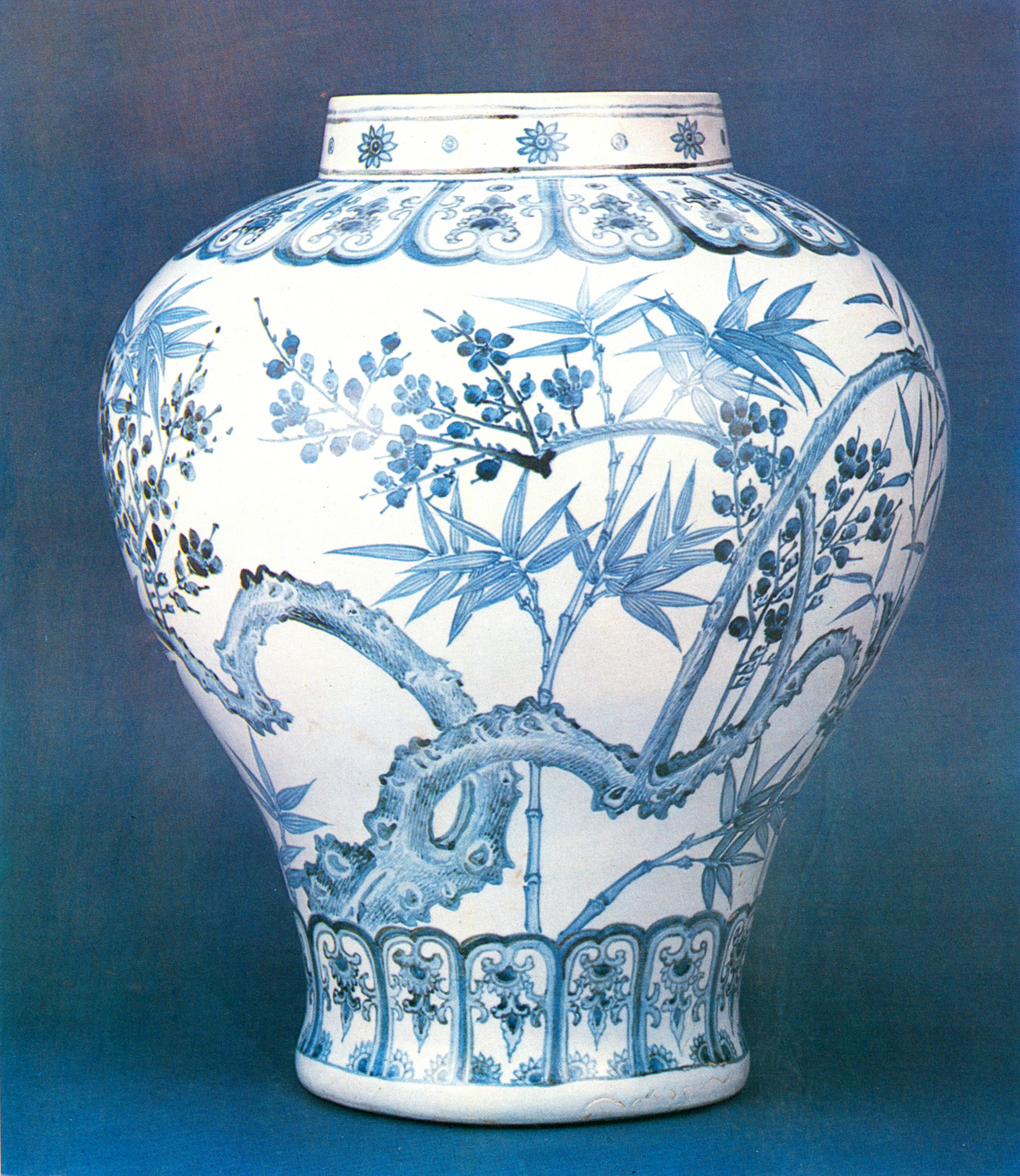
Ваза середини XV ст., Національна скарбниця № 219
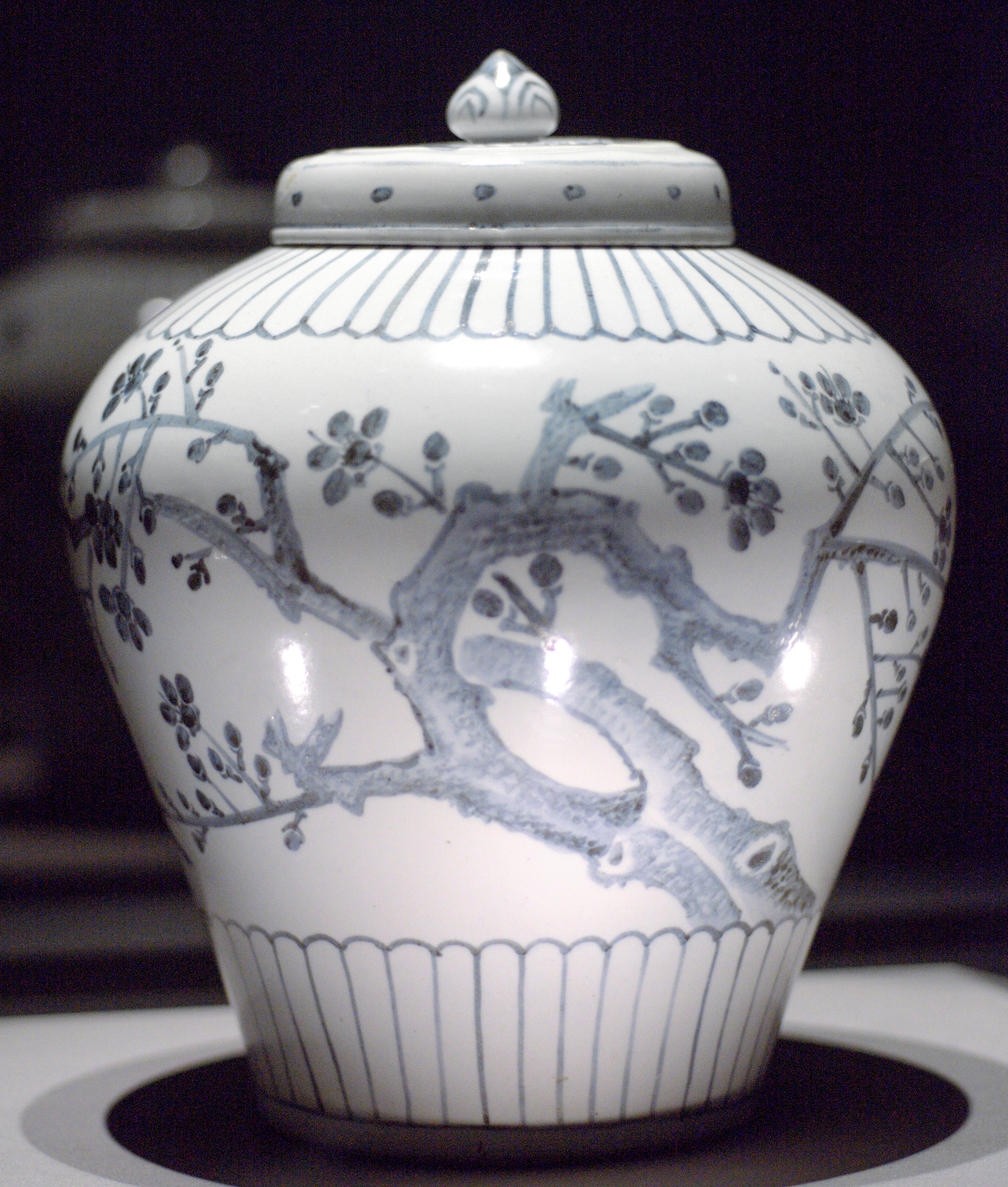
Горщик із кришкою з зображенням квіток сливи, Національна скарбниця
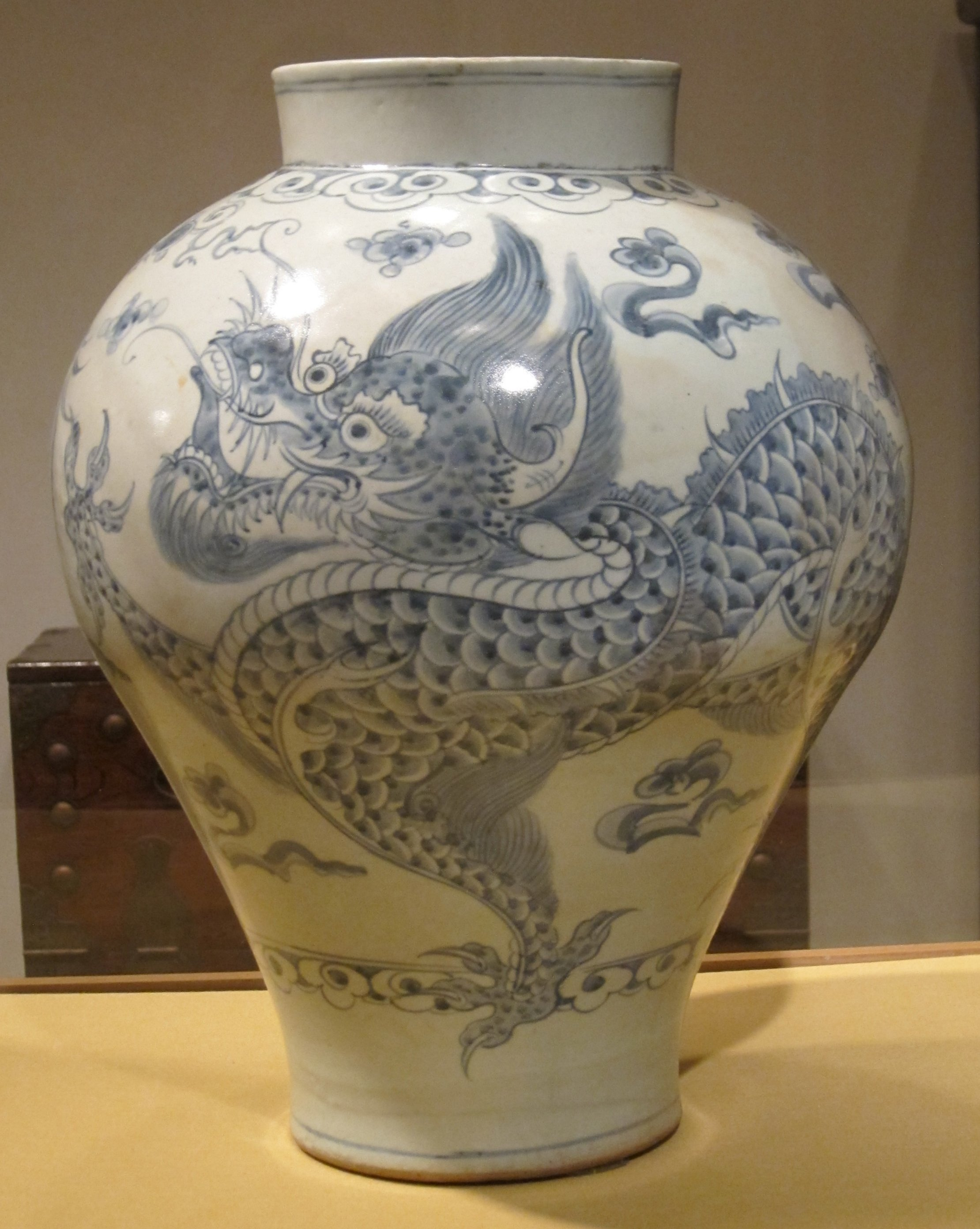
Глек з зображенням дракона, XVIII століття
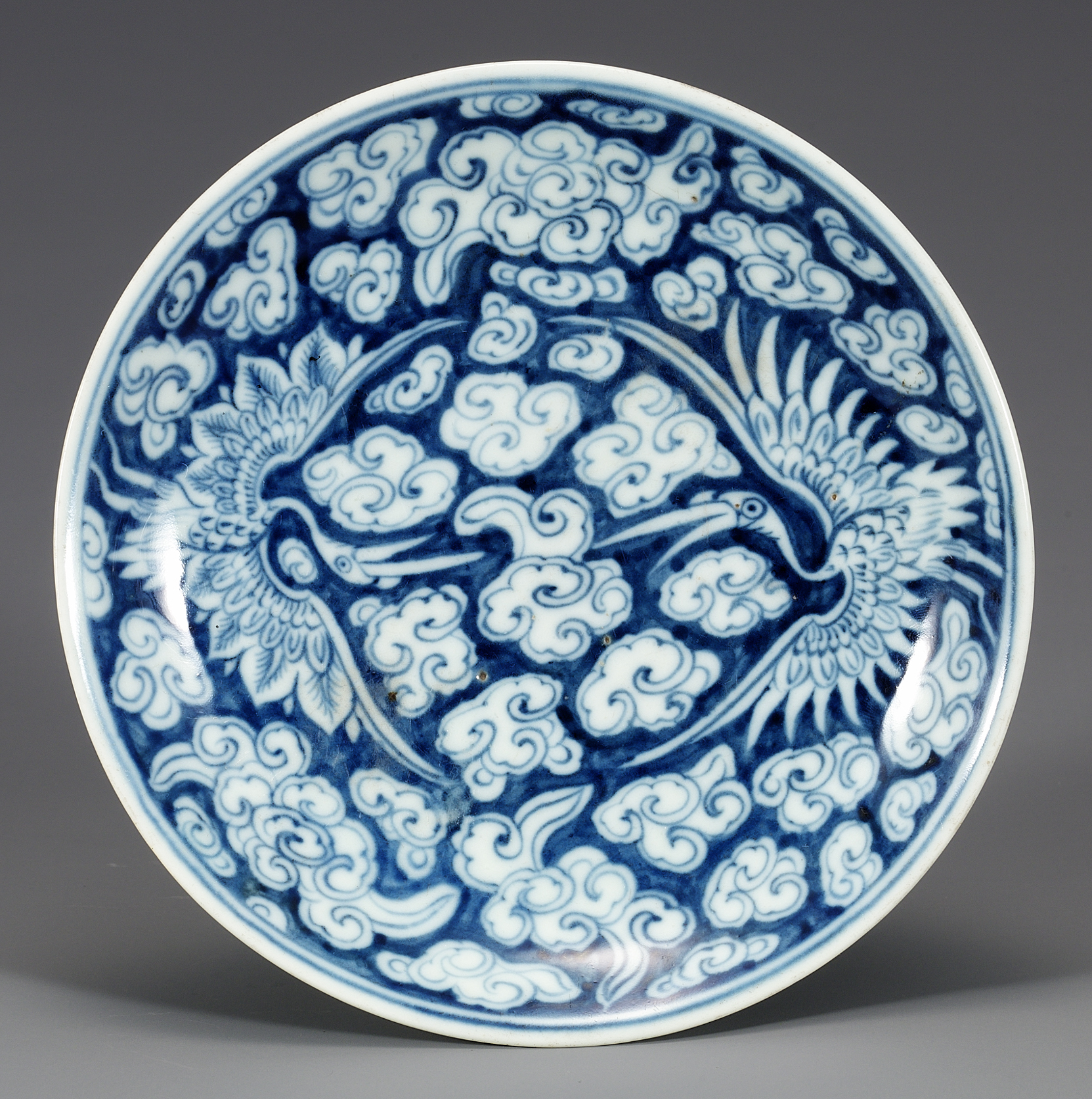
Порцелянова тареля з зображенням хмар та журавлів
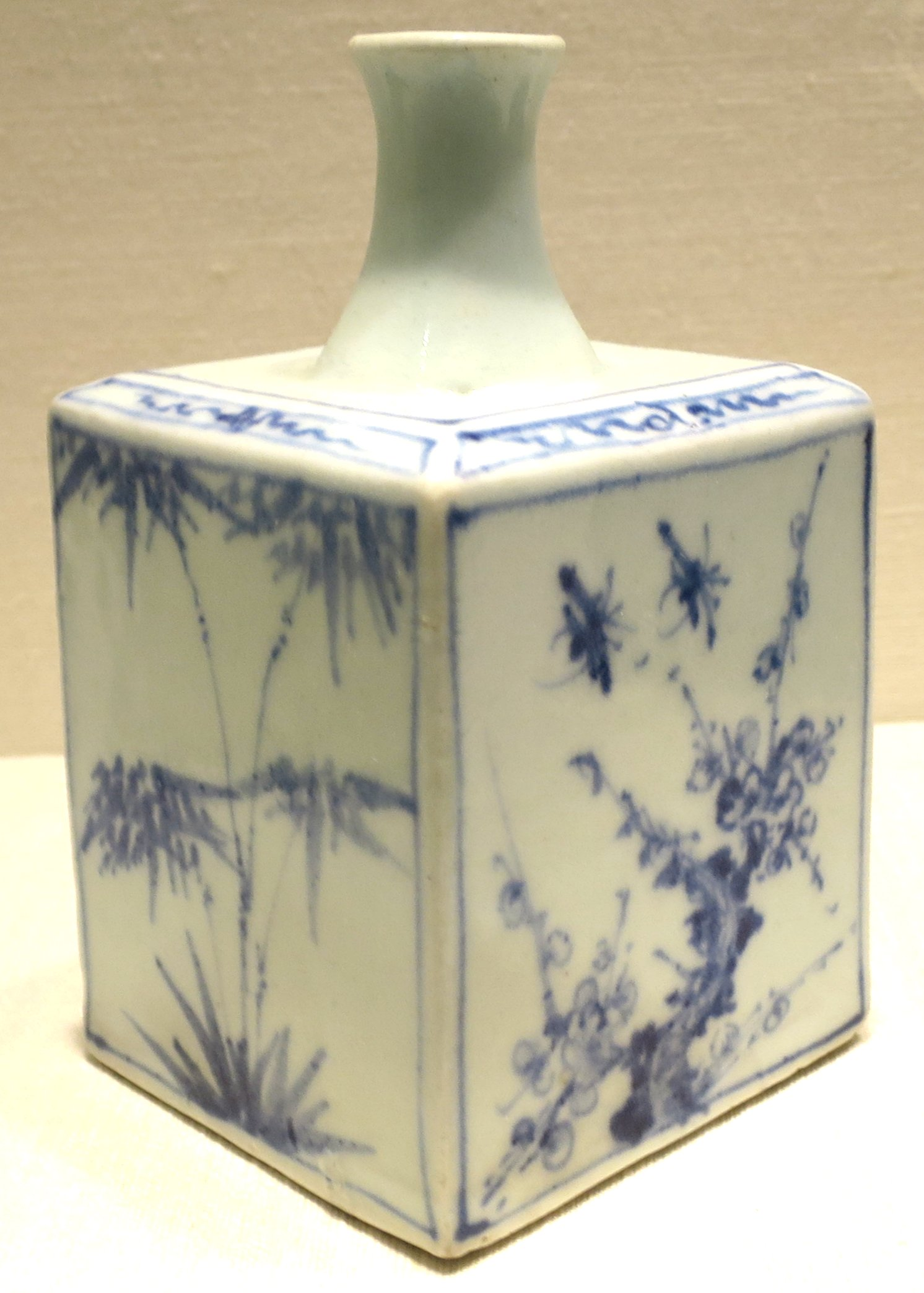
Пляшка для вина, XVII століття